# Лондонский метрополитен
Ло́ндонский метрополите́н (англ. London Underground) — система линий метрополитена в Лондоне (Великобритания). Лондонский метрополитен — старейший и один из крупнейших в мире, его сеть состоит из 11 линий общей протяжённостью около 402 км, из которых 45 % (около 181 км) проходит под землёй. По суммарной длине линий метрополитен занимает пятое место в мире после сеульского, пекинского, шанхайского и московского. Лондонское метро насчитывает 272 станции.
Пассажиропоток в лондонском метрополитене в 2011 году составил 1171 миллион человек, в среднем более 3 миллионов пассажиров в день. По годовому пассажиропотоку метрополитен Лондона занимает одиннадцатое место в мире и третье в Европе после московского и парижского. Сеть лондонского метро обслуживает бо́льшую часть Большого Лондона, а также частично графства Бакингемшир, Хартфордшир и Эссекс.
Лондонский метрополитен — старейший в мире. Его первая линия, построенная компанией «Метропо́литен рэйлуэй» (англ. Metropolitan Railway), открылась в 1863 году. Она работала на паровозной тяге и связывала два крупных железнодорожных вокзала с Сити. После начала в 1896 году в Будапеште пассажироперевозок по первой в мире электрифицированной подземке лондонская «Метрополитен» в 1897 году установила контактный рельс на тестовом участке в Уэмбли-парк, в 1898 заключила соглашение с «Дистрикт» о совместной электрификации отрезка между High Street Kensington и Earls Court, и в мае 1900 года Лондонский метрополитен стал второй в Европе железнодорожной системой, где начали эксплуатироваться поезда на электротяге. В годы Второй мировой войны станции подземки служили убежищем десяткам тысяч мирных жителей во время бомбёжек Лондона. 18 ноября 1987 года на одной из станций вспыхнул сильный пожар, унёсший жизни 31 человека. 7 июля 2005 года лондонский метрополитен стал мишенью тройного теракта, в результате которого погибли 52 человека, не считая террористов.
Первоначально линии лондонского метрополитена строили разные частные компании. После создания Департамента лондонского пассажирского транспорта (англ. London Passenger Transport Board) в 1933 году они стали частью единой транспортной системы. В 1985 году правительство Великобритании создало общество с ограниченной ответственностью London Underground (London Underground Limited), и метрополитен стал самостоятельной организацией. С 2003 года «London Underground Limited» (LUL) является собственной дочерней компанией корпорации «Transport for London» (TfL), которая отвечает за почти весь общественный транспорт Большого Лондона.
Лондонцы называют метрополитен «The Tube» («тьюб» — труба), по форме тоннелей глубокого заложения. Лондонская подземка является одним из символов Лондона. На карте лондонского метро также представлены Доклендское лёгкое метро, Лондонская надземка и линия Элизабет, которые не являются частью сети Лондонского метро.

## История

### Тоннель под Темзой
В 1813 году английский инженер французского происхождения Марк Брюнель изобрёл проходческий щит, с помощью которого в 1825—1843 годах был построен первый в мире тоннель, проложенный под водоёмом в мягком грунте. Тем самым Брюнель продемонстрировал возможность строительства тоннелей и проложил путь развитию современного метро. Первоначально проект предназначался для Санкт-Петербурга — планировалась постройка тоннеля под Большой Невой, однако постройка осталась нереализованной в связи со смертью императора Александра I. 
Ширина тоннеля под Темзой составляла 11 м, высота — 6 м. Поначалу он использовался как пешеходный, но в 1865 году его приобрела ассоциация ELR, в которую входили шесть железнодорожных компаний. Через тоннель стали ходить грузовые и пассажирские поезда. С 1948 по 2007 год тоннель являлся частью метрополитена, а в настоящее время по нему курсируют составы Лондонской надземки.

### Предпосылки строительства
В первой половине XIX века в Англии началось бурное строительство железных дорог. Железнодорожная сеть имела радиальный вид, магистральные линии сходились в Лондоне.
К 1854 году за пределами центра Лондона было построено шесть тупиковых железнодорожных вокзалов: Лондон-бридж, Юстон, Паддингтон, Кингс-Кросс, Бишопсгейт и Ватерлоо. К этому времени население британской столицы достигло двух миллионов, и в городе складывалась тяжёлая транспортная ситуация. Она ещё больше усложнилась тем, что ввиду быстрого развития железнодорожного транспорта, вызванного промышленной революцией, многие жители пригородов стали ездить в центр Лондона на работу, возрос и транзитный поток через город. Единственным видом общественного транспорта на тот момент являлись омнибусы, связывающие Паддингтон с Сити. Основная же часть пассажиропотока приходилась на частных извозчиков.
Так как все железнодорожные вокзалы находились за пределами Сити (на тот момент в Сити находилась всего лишь одна железнодорожная станция — «Финчерч стрит»), а продлить железнодорожные пути ближе к центру было запрещено из-за опасений, что вибрации могут повредить исторические здания, на и без того загруженных центральных улицах стали возникать заторы.

### Первая подземная железная дорога

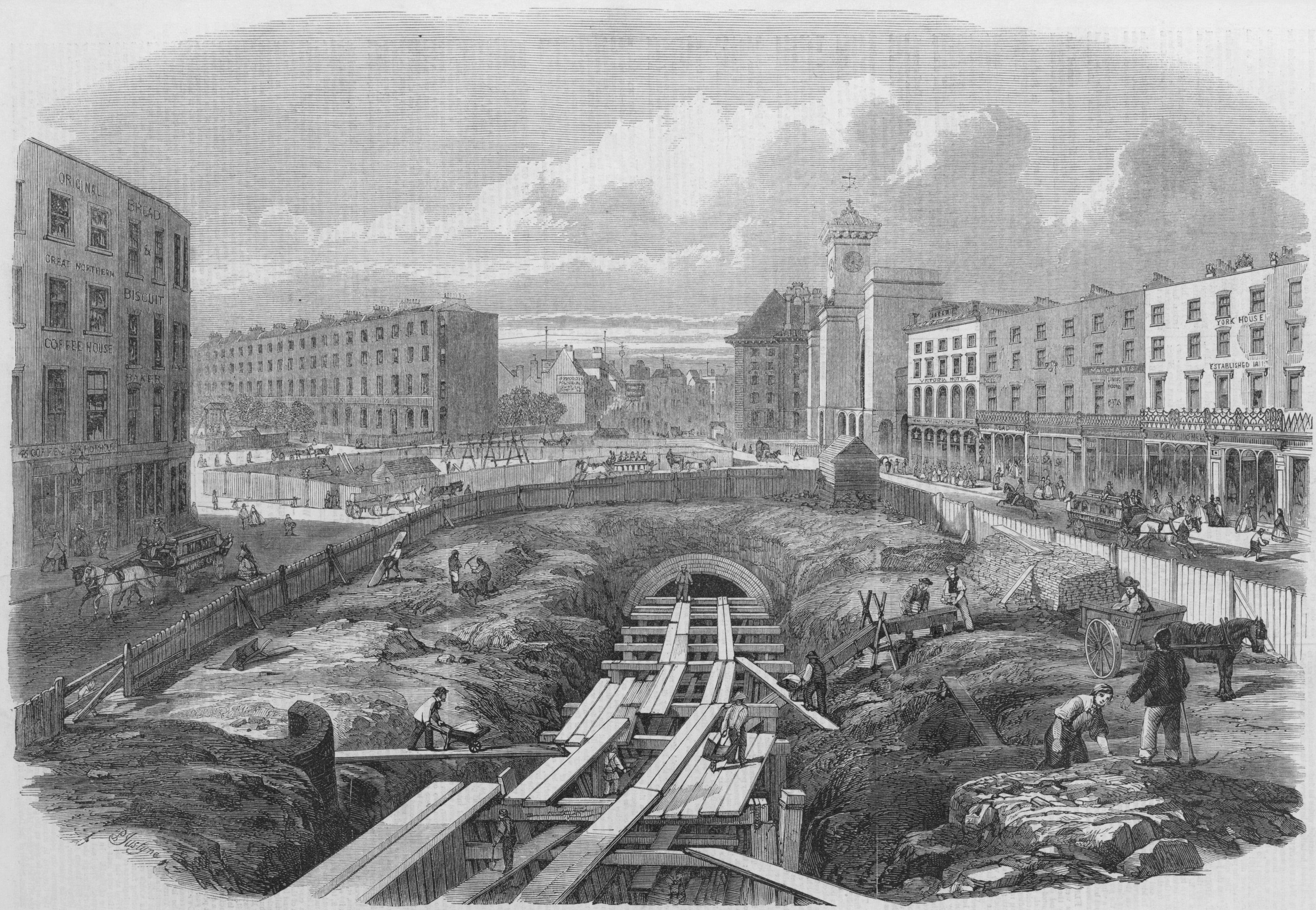
Строительство «Метрополитен рейлуэй» вблизи вокзала Кингс-Кросс (1886 г.)

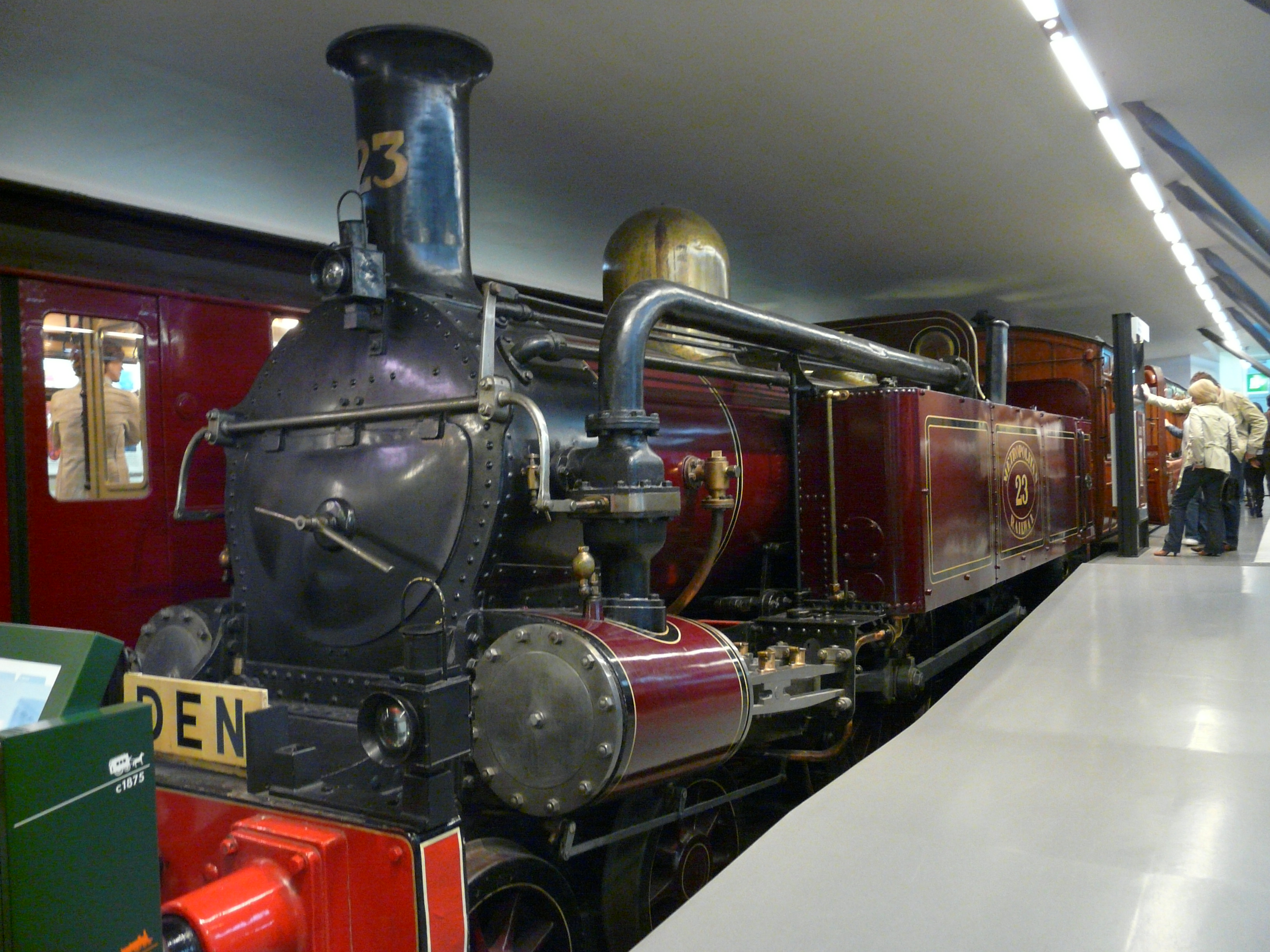
Единственный сохранившийся паровоз первой подземной железной дороги в Лондонском музее общественного транспорта

Первые предложения по строительству подземной железной дороги, которая связывала бы Сити с железнодорожными вокзалами, появились в 30-х годах XIX века, но вопрос о строительстве метрополитена стал всерьёз рассматриваться в качестве решения проблемы пробок на дорогах только в первой половине 1850-х.
В 1855 году парламентским актом было утверждено строительство подземной железной дороги, названной «Метрополитен рейлуэй». Согласно проекту, она должна была связать вокзалы Паддингтон и Кингс-Кросс со станцией Фаррингдон. Финансовую поддержку проекту оказала компания «Great Western Railway» (GWR), она же взялась за проектирование специального подвижного состава для новой подземной железной дороги.
Нехватка бюджетных средств задержала начало строительства на несколько лет. Из-за недофинансирования проект мог быть и вовсе свёрнут. Тем, что этого, всё же, не произошло, лондонский метрополитен в значительной степени обязан солиситору Лондонской городской корпорации Чарльзу Пирсону, который лоббировал в муниципальном парламенте выделение средств на реализацию проекта. Он поддерживал идею строительства подземной железной дороги в Лондоне на протяжении нескольких лет. Пирсон выступал за снос антисанитарных трущоб и за строительство на их месте нового жилья для жителей окраин с обеспечением железнодорожной перевозки к местам их работы в центре города. Несмотря на то, что он непосредственно никогда не вовлекался в управление «Метрополитен рейлуэй», его по праву считают одним из отцов-основателей лондонского метрополитена. В конце концов Пирсону удалось убедить Лондонскую городскую корпорацию помочь с финансированием проекта. Работы начались в феврале 1860 под руководством главного инженера Джона Фаулера. Сам Пирсон умер в 1862 году, так и не дождавшись открытия Лондонского метро.
Первые тоннели были построены траншейным способом — на дно рва глубиной до 10 м укладывали железнодорожные пути, затем над ними возводили арочные кирпичные своды, и ров засыпали. На время строительства тоннеля движение на улице полностью прекращалось, кроме того, строительство метро стало причиной сноса многочисленных зданий и объектов другой инфраструктуры на поверхности.
Первая линия лондонского метрополитена — «Метрополитен рейлуэй» открылась 10 января 1863 года. Её эксплуатацию осуществляла одноимённая компания. Первая очередь подземки насчитывала семь станций: «Бишопс Роуд» (ныне «Паддингтон»), «Эджвер-роуд», «Бейкер-стрит», «Портленд-роуд» (ныне «Грейт-Портленд-стрит»), «Гауэр-стрит» (ныне «Юстон-сквер»), «Кингс-Кросс» (ныне «Кингс-Кросс Сент-Панкрасс») и «Фаррингдон-стрит» (станция Фаррингдон). Длина всей линии составляла 6 км. Поначалу поезда в метро ходили на паровозной тяге. Чтобы пар не скапливался внутри туннелей, его конденсировали и выбрасывали на поверхности. В благополучных районах такие места над путями прикрывались фальшивыми домами, чтобы не портить общий фасад респектабельных улиц. Ввиду недостаточной вентиляции подземка была задымлена так, что зачастую на станциях становилось трудно дышать. Несмотря на это, метрополитен стал популярен, так как был самым быстрым видом транспорта в городе. На момент открытия средний пассажиропоток за день составлял 26 000 чел, за первый год работы Лондонский метрополитен перевёз 9,5 млн человек, а за 1864 год — 12 млн.
Станции первой очереди Лондонского метрополитена в наше время

### Дальнейшее развитие
Сразу же после открытия лондонский метрополитен начал расширяться. 30 июня 1864 года открылась построенная совместно компаниями «Great Western Railway» и «Метрополитен рейлуэй» линия Хаммерсмит-энд-Сити, которая связала Паддингтон с районом Хаммерсмит, расположенным к западу от Сити. Количество станций в метрополитене достигло 13. Первоначально новая линия управлялась «GWR», но в апреле 1865 года её оператором стала «Метрополитен рейлуэй», восстановив свою монополию в подземке. 23 декабря 1865 года линия Метрополитен была продлена на восток к станции «Моргейт». В конце 1860-х были открыты и другие линии к станциям «Суисс Коттэдж», «Южный Кенсингтон» и «Аддисон-роуд» (ныне «Кенсингтон Олимпия». До 1869 года в лондонском метрополитене были совмещённые разноколейные пути, так как одновременно эксплуатировались ширококолейные составы «GWR» и более распространённые составы со стандартной шириной колеи. К марту 1869 года «GWR» постепенно вывела все ширококолейные составы из эксплуатации в лондонском метро.
24 декабря 1868 года начала работать построенная компанией «Metropolitan District Railway» линия Дистрикт, которая связала станции «Южный Кенсингтон» и «Вестминстер». Компания, вскоре ставшая известной как «The District», была образована в 1864 году специально для строительства, эксплуатации и дальнейшего развития линии. В 1884 году ветка была продолжена до станций «Тауэр-Хилл» и «Уайтчепел». Таким образом, линии Метрополитен и Дистрикт вместе образовали кольцо.
7 декабря 1869 года компания «London, Brighton and South Coast Railway» начала эксплуатировать участок между станциями «Уоппинг» и «Нью Кросс Гейт», который сегодня расположен на Восточной линии, перешедшей в 2010 году в состав Лондонской надземки. Линия проходила через тоннель под Темзой.
В 1870 году компания «The District» завершила строительство линии от ст. «Уэст Бромптон» до ст. «Блэкфраерс» с пересадочной станцией «Южный Кенсингтон» на линию Метрополитен. В 1872 году компания «London and North Western Railway» начала эксплуатировать линию, которая проходила от станции «Брод Стрит» до ст. «Мэншн Хаус» через станции «Уиллсден Джанкшн», «Эдиссон-роуд» и «Эрлс Корт». В 1879 году The District открыла ещё одну линию от станции «Тонхэм Грин» до ст. «Иллинг Бродвей», а 1880 году продлила её, построив ветку от ст. «Западный Бромптон» к ст. «Панти Бридж». К 1880 году линия Метрополитен была продлена на северо-запад до ст. Harrow-on-the-Hill.
К концу 1880-х сеть лондонского метро была уже достаточно развита, линия Метрополитен протянулась к станции «Чешем», линия Дистрикт — к станциям «Хоунслоу», «Уимблдон» и «Уайтчепел», Восточная линия — к ст. «Нью-Кросс». К концу XIX века линия Метрополитен продолжилась уже за пределы Лондона: в Эйлсбери, к станциям «Брилл» и «Верней Джанкшн» (сейчас закрыта), это привело к возникновению посёлков вокруг станций линии.

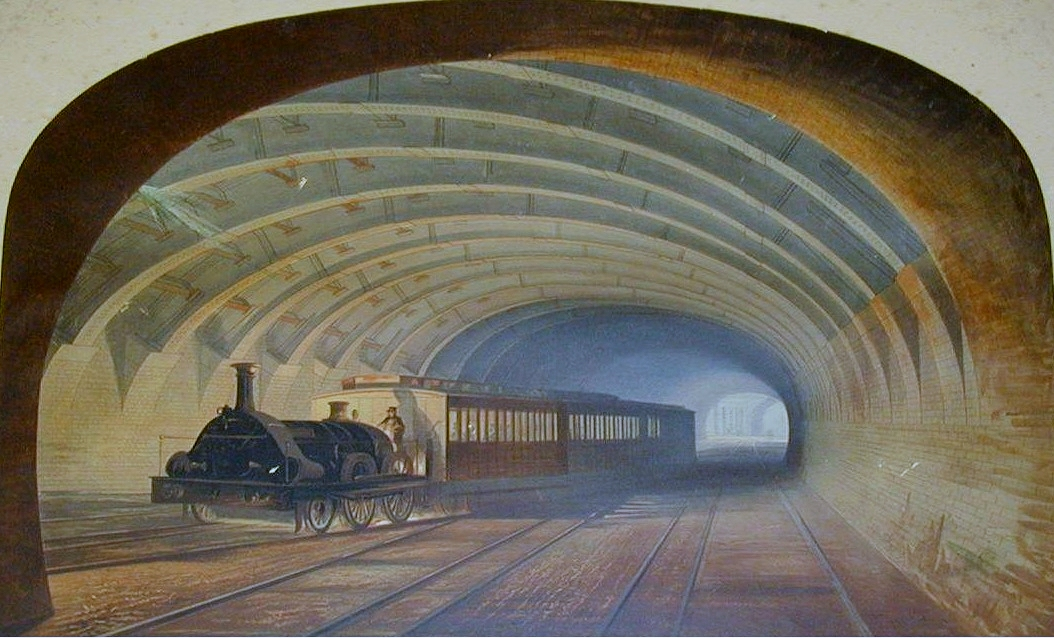
Ширококолейный состав «GWR»
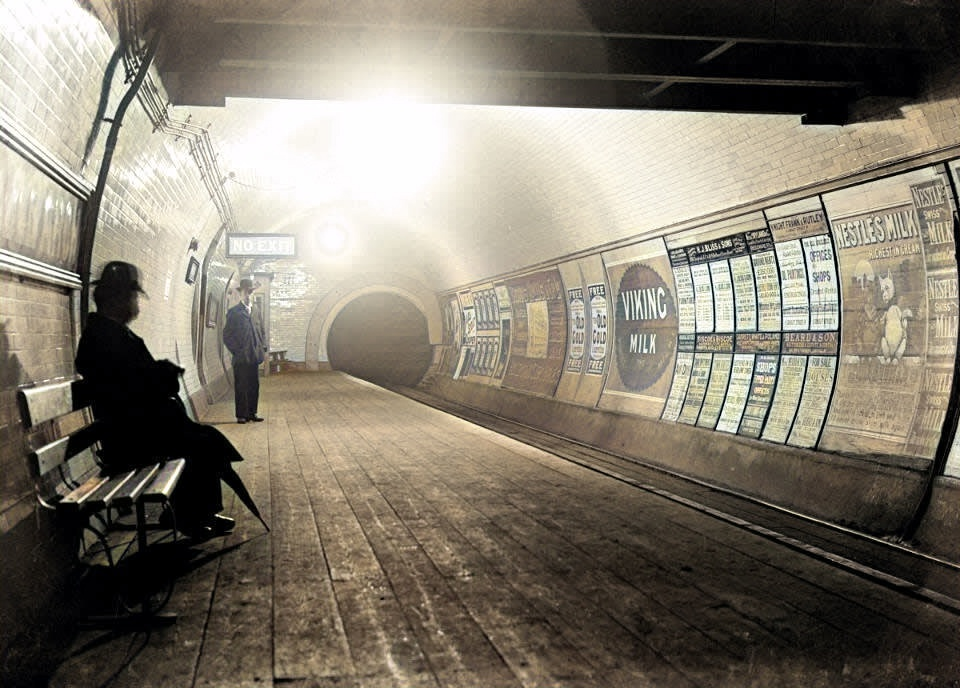
Станция «Марбл-арч», около 1900 года
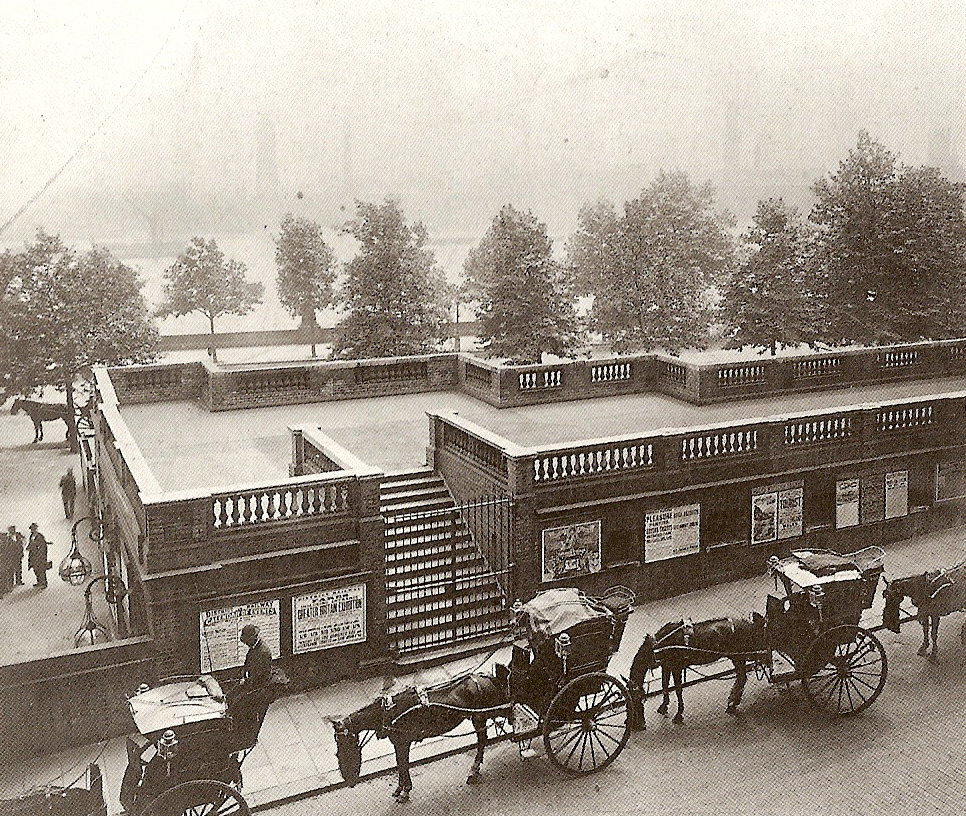
Станция «Темпл» в 1899 году
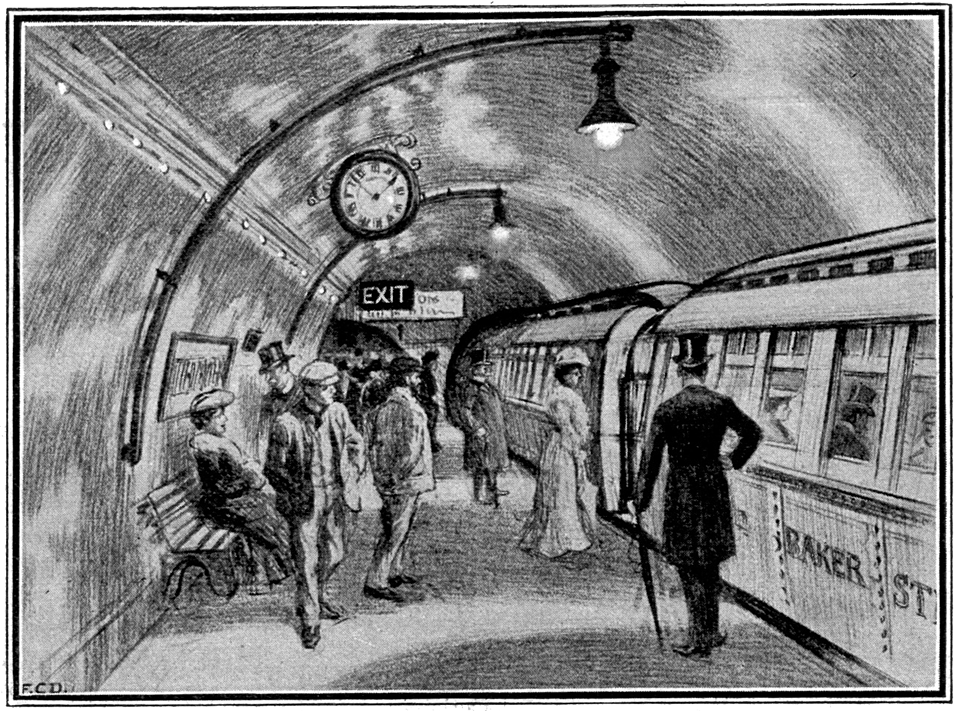
Одна из станций линии Бейкерлоо спустя несколько дней после открытия в 1906 году.

### Первые тоннели глубокого заложения

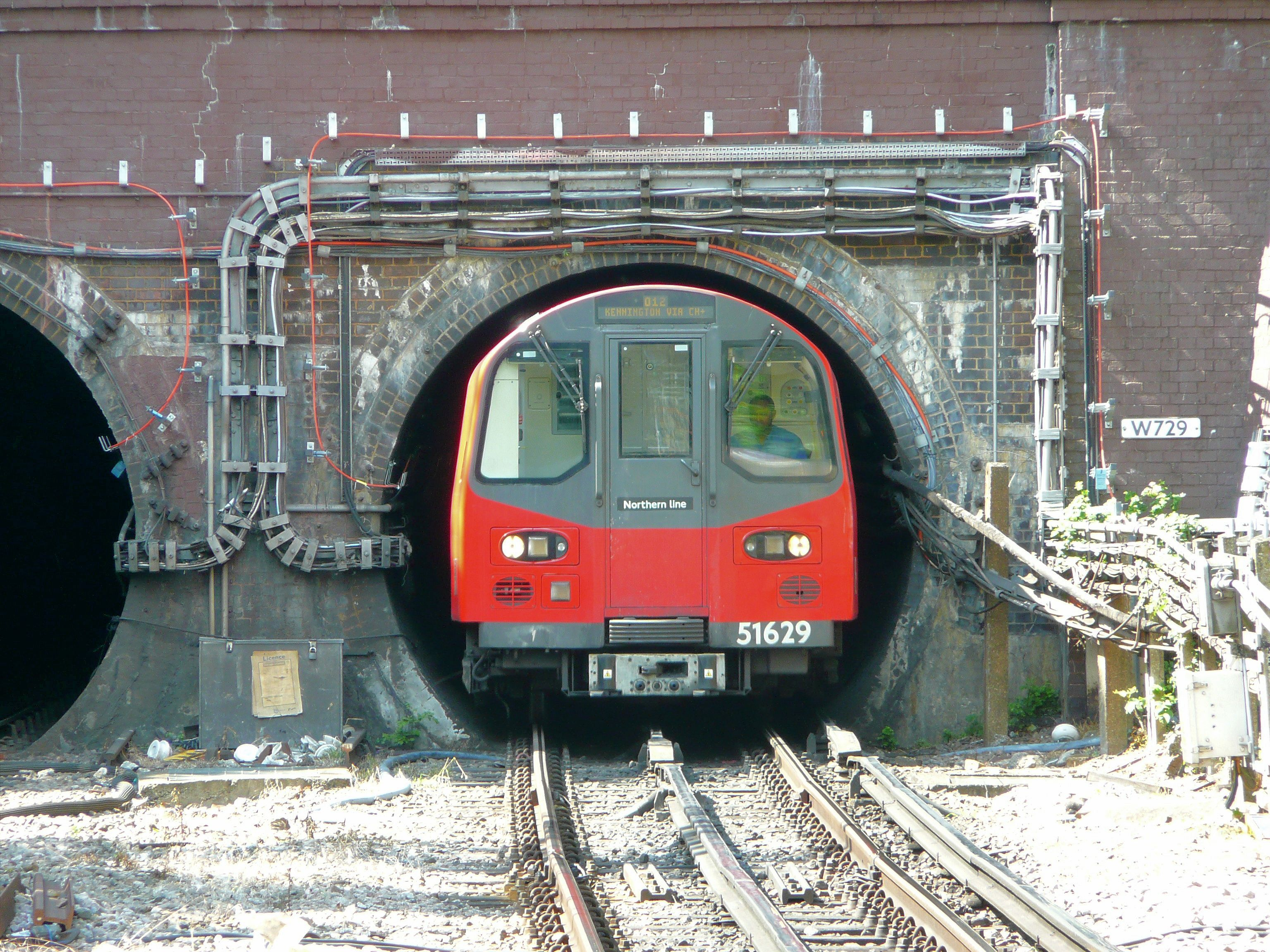
Из-за своеобразной формы тоннелей глубокого заложения Лондонский метрополитен получил прозвище «труба»

Значительные достижения в использовании проходческих щитов при строительстве тоннелей позволили проектировать более глубокие линии, на которых предполагалась эксплуатация поездов уже на электротяге. Впоследствии линии метрополитена стали строить глубже под землёй. Это требовало гораздо меньших разрушений на поверхности, к тому же этот метод строительства дешевле, чем строительство тоннелей траншейным способом, главными недостатками которого были многомесячная остановка движения по улицам и разрушение инфраструктуры на поверхности. К примеру, строительство Кольцевой линии повлекло за собой снос нескольких домов.
Железнодорожная подземная линия City and South London (сейчас часть Северной линии) открылась в 1890 году между станциями «Стоккуэлл» (Stockwell) и закрытой в 1900 году «Кинг Уильям Стрит» (King William Street). Эта была первая в мире железнодорожная линия глубокого заложения. Также эта линия была одной из первых, где начали эксплуатироваться электрические локомотивы. Реализация проекта проходила под руководством британского инженера Джеймса Генри Грейтхеда. К 1900 году линия была продлена с обоих концов: к станции «Клэпхем Коммон» (Clapham Common) на юг и к ст. «Моргейт-стрит» на север. Второй линией глубокого заложения Лондонского метро была Ватерлоо-энд-Сити, которая открылась в 1898 году. Эта линия была построена и эксплуатировалась компанией London and South Western Railway. 30 июля 1900 года была открыта Центральная лондонская железная дорога (сейчас Центральная линия Лондонского метро), которая тоже была построена с помощью проходческого щита, её маршрут проходил от станции «Бэнк-энд-Моньюмент» к станции «Шепердс Буш». Строительство четвёртой линии глубокого заложения — Бейкер-стрит-энд-Ватерлоо (Baker Street and Waterloo Railway) началось в июне 1898 года, но в 1904 году работы были остановлены на 18 месяцев в связи с прекращением финансирования.
Прозвище «труба» Лондонская подземка получила за особую цилиндрическую форму тоннелей глубокого заложения. Первоначально трубой называли только эти тоннели, но в конечном счёте так неформально стали называть всю сеть Лондонского метро.

### Инвестирование

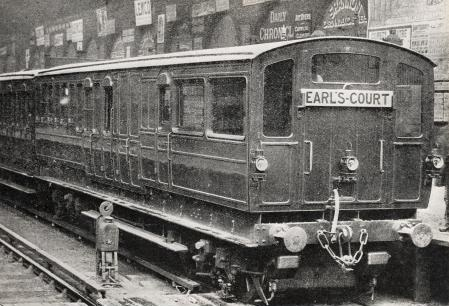
Испытательный электропоезд в Лондонском метро (1900 г.)

В начале XX века разные линии метрополитена обслуживались шестью независимыми компаниями, это причиняло существенные неудобства пассажирам. Например, чтобы просто перейти на другую линию, зачастую приходилось выходить из метро и преодолевать значительное расстояние по улицам. С 1899 года наблюдалось снижение пассажиропотока. То обстоятельство, что Лондонский метрополитен не являлся тогда единой централизованной транспортной системой, требовало лишних материальных затрат. В результате большинство компаний-операторов линий подземки стали нуждаться в помощи финансистов, которые могли бы инвестировать в развитие метрополитена, в частности, в продление линий и электрификацию тех линий, на которых эксплуатировались паровозы.
Самым известным из финансистов Лондонского метро был американский магнат Чарлз Йеркс. Он профинансировал строительство многих линий. В 1900 году Йеркс инвестировал в строительство открывшейся в 1907 году линии Чаринг-Кросс, Юстон-энд-Хэмпстед рейлуэй (сегодня является частью Северной линии). В марте 1901 года он фактически завладел компанией The District, что позволило ему в июле того же года создать компанию Metropolitan District Electric Traction (MDET). Благодаря этому в сентябре Чарлз Йеркс приобрёл железнодорожную компанию Great Northern, Piccadilly and Brompton Railway, занимавшуюся проектированием двух железнодорожных веток (сегодня они являются частью линии Пикадилли), их строительство было одобрено парламентом, но начало откладывалось из-за недостатка средств. Строительство началось только после того, как Чарлз Йеркс внёс инвестиции в проект. 9 апреля 1902 года Йеркс основал холдинговую компанию Underground Electric Railways Company of London (UERL), которая заменила MDET. UERL, помимо железнодорожных компаний, также принадлежали три трамвайных компании, а позже она перешла к покупке оператора лондонских автобусов — London General Omnibus. Компания UERL, в разговорной речи именуемая как The Combine, до 1930-х руководила всеми строительными работами по расширению Лондонского метро.

### Хронология развития метрополитена в 1903—1915 годах

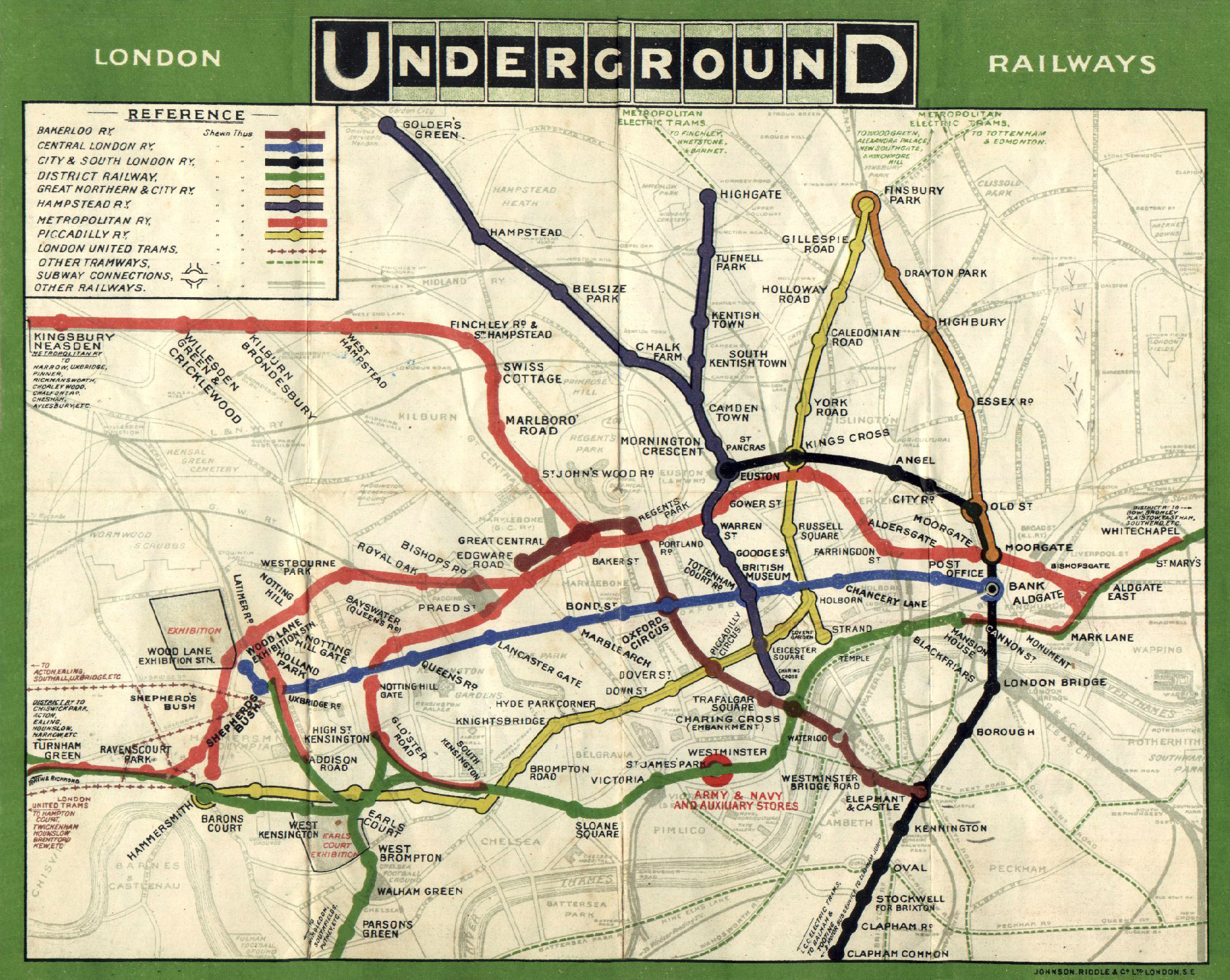
Схема Лондонского метрополитена (1908 г.)

При финансовой поддержке Чарльза Йеркса в 1903 году The District открыла ветку к станции «Южный Харроу», а в 1904 году «Метрополитен рейлуэй» удалось закончить ветку от ст. «Рейнерс Лейн» до ст. «Аксбридж». К концу 1905 года на линиях Дистрикт и Кольцевой все составы стали ходить на электротяге.
Линия Бейкер-стрит-энд-Ватерлоо открылась в 1906 году, а к 1907 году она продолжилась на север до ст. «Эджвер-роуд» и на юг до ст. «Элефант & Кастл», вскоре линия стала называться Бейкерлоо. Линия Great Northern, Piccadilly and Brompton тоже открылась в 1906 году, она связала станции «Финсбери-парк» и «Хаммерсмит». В составе этой линии построен тоннель глубиной 61 метр — сегодня это одна из самых глубоких точек лондонского метро. В 1907 году открылась линия Чаринг-Кросс от ст. «Чаринг-Кросс» до ст. «Камден» с двумя ветками, одна из которых к ст. «Голдерс-Грин» (Golders Green), а другая к ст. Хайгейт (сейчас «Атчуэй»).
В 1904 году без участия The Combine открылась ветка Нортерн Сити Лайн, между ст. «Финсбери-парк» и «Мургейт». Эта была единственная линия глубокого заложения, тоннели которой были достаточного диаметра, чтобы обеспечить проход подвижного состава бо́льшего габарита, который эксплуатируется на линиях мелкого заложения. Первоначально предполагалось, что линия будет связывать железную дорогу Грэйт-Нортерн лайн (Лондон-Йорк) с Сити. Однако из-за прекращения финансирования она оставалась изолированной от сети Лондонского метро до 1970-х. В 1907 году на запад до ст. «Юстон» была продлена линия City and South London Railway.

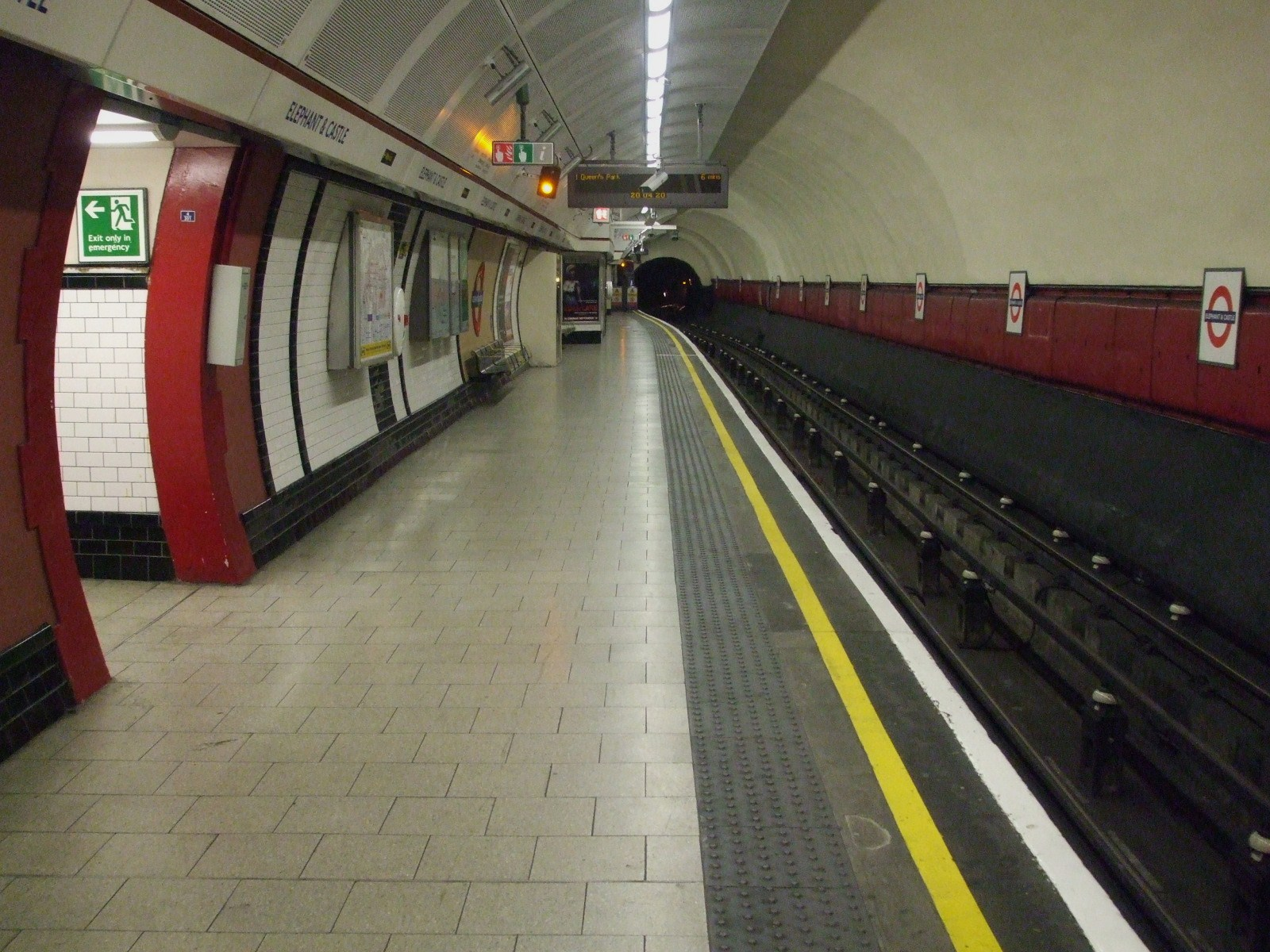
Станция «Элифант & Кастл» в наше время

В 1905 году компании «Метрополитен рейлуэй» и The District приступили к электрификации своих линий. На Кольцевой линии (до 1949 года часть линий Метрополитен и Дистрикт, образующих кольцо) они условились использовать систему постоянного тока низкого напряжения. В начале 1905 года был электрифицирован участок до станции «Аксбридж», а 1 ноября 1906 — до ст. «Парк Уэмбли», откуда составы перенимали паровозы. Этот переходный пункт 19 июля 1908 года был перенесён на станцию Harrow-on-the-Hill. Ветка Хаммерсмит-энд-Сити была электрифицирована 5 ноября 1906 года. Восточная лондонская железная дорога была электрифицирована позже — 31 марта 1913 года, в этом же году она была продлена к станциям «Уайтчепел» и «Шордич».
В начале 1908 года с целью увеличения пассажиропотока операторы линий подземной железной дороги договорились работать совместно. Компании стали издавать коллективную рекламу и выпускать единую схему подземки, на которой отмечались все линии метрополитена (по состоянию на 1908 год: Метрополитен, Дистрикт, Бейкерлоо, Чаринг-Кросс (Хампстед), Пикадилли, Центральная лондонская железная дорога, Южная лондонская железная дорога (City & South London Railway) и ветка Нортерн Сити Лайн). Другие существовавшие на тот момент железнодорожные линии тоже обозначались на схеме, но они не выделялись цветом (на условных обозначениях схемы метро 1908 года эти линии отмечены как «прочие линии»), к ним относились Ватерлоо-энд-Сити и часть современной Восточной линии. В 1908 году все линии были объединены под одним брендом — «UNDERGROUND», вскоре был придуман и логотип лондонского метро. В этот период на станциях вводились в эксплуатацию электрические билетно-кассовые аппараты.
Тем временем, 1 января 1913 года UREL присоединила две самостоятельные подземные линии: Южную железную дорогу и Центральную. Только «Метрополитен рейлуэй» отвергала все предложения по интеграции с UREL, так как компания сохраняла свои амбиции стать главным железнодорожным оператором в метрополитене. В 1913 году «Метрополитен рейлуэй» выкупила ветку Нортерн Сити Лайн, подтвердив тем самым свой авторитет и нежелание терять самостоятельность.
В 1915 году линия Бейкерлоо продолжилась до ст. «Куин’с Парк», а в 1917 году, по маршруту Лондонской северо-западной железной дороги линия продлилась до Уотфорда, который расположен в 29 км от центра Лондона. Строительство одной из веток Центральной линии до ст. «Иллинг-Бродвей» было отложено до 1920 года в связи с началом Первой мировой войны.

### Объединение

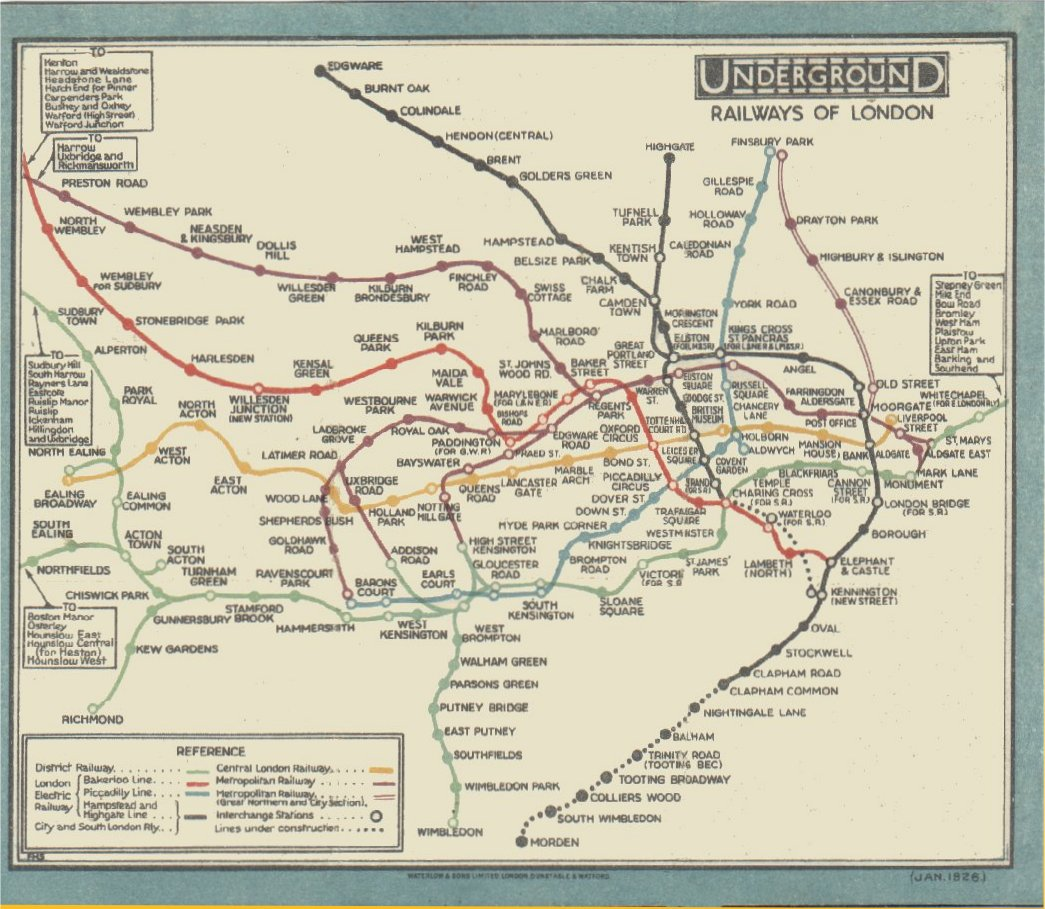
Схема Лондонского метрополитена (1926 г.)

Важным событием 1920-х годов в истории Лондонского метрополитена принято считать слияние линии Чаринг-Кросс и Южной лондонской железной дороги и их продление до формирования Северной линии. Объединение требовало временного закрытия линий в течение 2 лет с 1922 по 1924 год. В 1924 году была построена новая ветка, соединившая станции «Голдерс Грин» и «Эджвар», а в 1926 году южный участок был продлён от ст. «Клэпхн Каммн» до ст. «Морден». На этом новом участке станции были спроектированы британским архитектором Чарльзом Холденом. Под руководством Холдена в 1920-30 годах были построены многие другие станции лондонского метро. Он также принимал участие в работе по модернизации станций, формированию единого узнаваемого стиля подземки.
В 1925 году «Метрополитен рейлуэй» открыла участок до станции «Уотфорд». В этом же году был электрифицирован участок до ст. «Рикмэнсворс». В 1932 году открылась ветка к ст. «Стэнмор» — это был последний проект компании «Метрополитен рейлуэй».
К 1933 году линия Пикадилли была продлена от ст. «Финсбери Парк» до ст. «Кокфостерс». Планировалось также строительство станции на перегоне между «Мэнор Хаус» и «Тонпайк Лейн» в северной части Лондона, но этот проект был остановлен Фрэнком Пиком, который занимал пост управляющего Лондонского метрополитена. Пик полагал, что на тот момент автобусного и трамвайного движения было достаточно. В январе 1933 года UERL запустила пилотный проект нового дизайна схем линий, который был разработан английским чертёжником Гарри Беком. Первые изданные схемы были маленького формата и рассчитывались на ношение в кармане. Они имели немедленный успех, а усовершенствованный вариант используется и сегодня.

### London Transport
Лондонский метрополитен в военное время

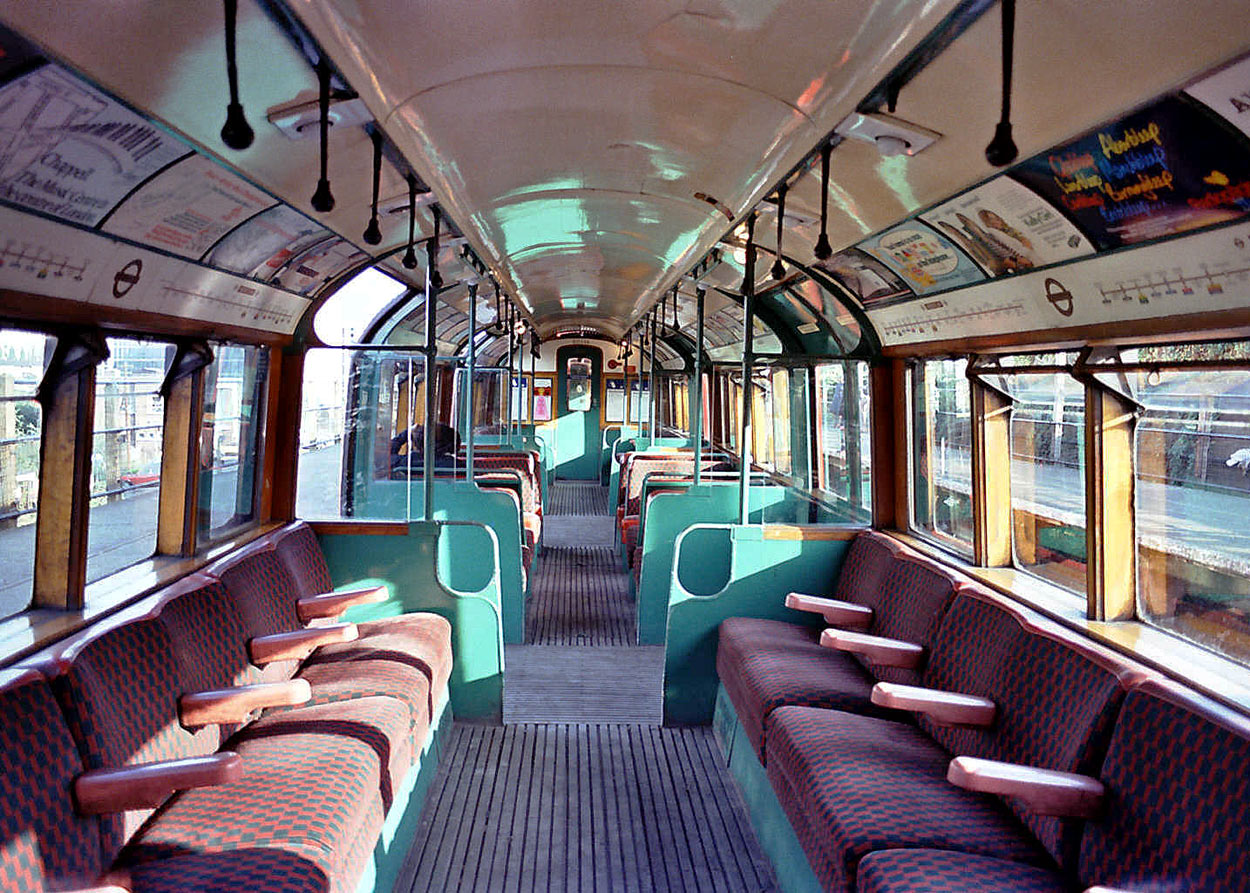
Салон вагона серии 1938, введённого в эксплуатацию в рамках New Works Programme

В 1933 году The Combine, «Метрополитен рейлуэй» и все остальные муниципальные и независимые транспортные компании Лондона по требованию властей вошли в состав Департамента лондонского пассажирского транспорта (LPTB) — независимую и несубсидированную государственную корпорацию, которая была образована 1 июля 1933 года. Новая организация отвечала за общественный транспорт в Лондоне. Вскоре LPTB сокращённо стала называться London Transport (LT).
После создания London Transport начался процесс интеграции всех подземных железных дорог Лондона в одну единую сеть. Были изменены названия составляющих её частей: наименования «железная дорога» (англ. railway) заменили на «линии» (англ. lines). На первой схеме единой централизованной системы линий лондонского метро изображалось 7 линий: Дистрикт, Бейкерлоо, Пикадилли, Северная, Восточная, Центральная и Метрополитен. Линия Ватерлоо-энд-Сити на тот момент ещё не входила в состав LT, но несмотря на это она обозначалась на схеме сети линий, хотя выделялась не сплошным цветом, а пунктиром. В 1935 году LT приступила к реализации проекта New Works Programme, который включал в себя продление и реконструкцию линий, это была основная инвестиционная программа Департамента лондонского пассажирского транспорта. Она предполагала продление некоторых линий и завершение электрификации всей сети. В течение 1930-40-х годов несколько участков линий были перестроены и стали проходить над землёй.
LT стремилась ликвидировать те участки, которые приносили финансовые убытки. В 1936 году Департамент прекратил эксплуатацию участков линии Метрополитен к станциям «Брилл» и «Верней Джакшн», расположенные в одноимённых посёлках к северо-западу от Лондона. Таким образом, конечной станцией на линии Метрополитен стала «Эйлсбери».
Дальнейшему развитию метрополитена помешала начавшаяся Вторая мировая война. С сентября 1940 года Лондон подвергался бомбардировкам немецкой авиацией (см. лондонский блиц), из-за этого многие подземные станции стали использоваться как бомбоубежища во время авианалётов. Метрополитен стал приютом для 175 тысяч человек. Через него 200 тысяч детей были эвакуированы за пределы города. Поначалу власти препятствовали тому, чтобы люди ночевали в метро, но затем установили 22 000 коек, уборные и столовые. Через некоторое время были выделены отдельные станции, в которых располагались библиотеки и классы вечерней школы. В 1943 году 173 человека погибли в массовой давке на станции «Бетнал Грин». События разворачивались вечером 3 марта, когда по сигналу воздушной тревоги сотни человек ринулись на станцию по неосвещённой лестнице, два человека — женщина и ребёнок упали на третьей ступеньке, в результате чего образовался крупный завал. За всё время войны от прямого попадания снарядов было разрушено шесть подземных станций. В период войны на закрытой в 1934 году станции «Бромптон Роуд» располагалась центральная аппаратная британской ПВО, на перегоне между станциями «Ньюбери-парк» и «Лейтонстон» было организовано производство запчастей для самолётов. К концу войны закрытая в 1932 году станция «Даун-стрит» стала использоваться в качестве резервного местонахождения Уинстона Черчилля и его Кабинета.
После войны развитие метрополитена продолжилось, в частности, LT планировала завершить продление Центральной линии. Продление линии на запад до ст. «Уэст Раислип» было завершено в 1948 году, а на восток до ст. «Эппинг» — в 1949 году. В 1957 году LT электрифицировала однопутную ветку между станциями от «Эппинг» и «Онджэр».

### Национализация

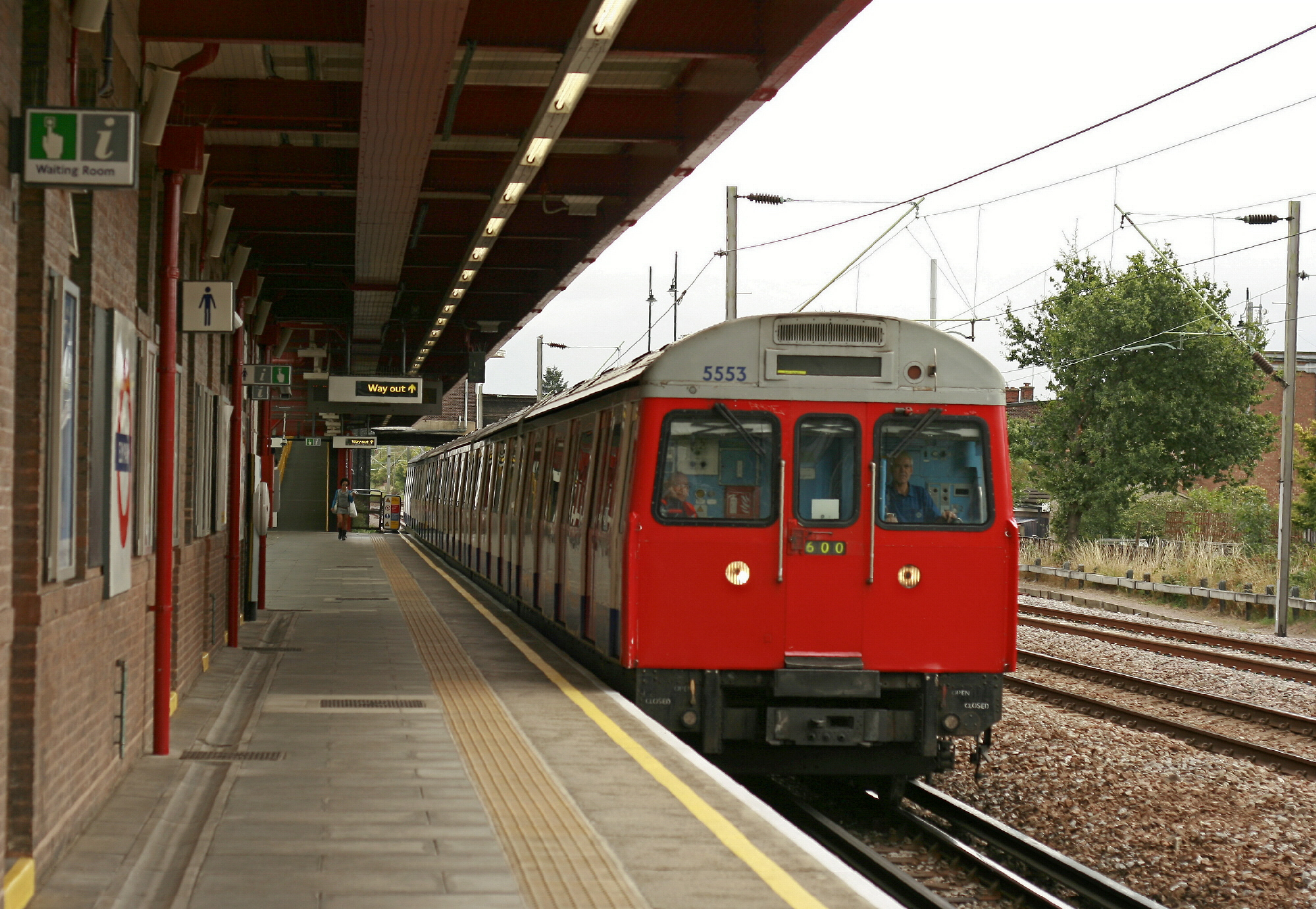
Состав серии С, заменявший паровые локомотивы. Работал до замены поездами типа S

1 января 1948 года Департамент лондонского пассажирского транспорта вместе с четырьмя железнодорожными компаниями был национализирован лейбористским правительством во главе с премьер-министром Клементом Эттли. В этом же году LT сменило Управление лондонским транспортом (London Transport Executive). Выполнение проектов Департамента по программе «New Works Programme, 1935—1940» было отложено. Однако Британская транспортная комиссия (государственный орган, отвечающий за транспорт) поручила завершить электрификацию сети лондонского метро, стремясь тем самым заменить паровозы там, где они ещё эксплуатировались. Этот этап программы был полностью завершён в 1960 году, когда целиком была электрифицирована линия Метрополитен. Эксплуатация паровозов в подземке в качестве локомотива пассажирских составов прекратилась 9 сентября 1961 года. На маневровой работе паровозы использовались вплоть до начала 1970-х. Последний паровоз в лондонском метрополитене был выведен из эксплуатации в 1971 году. В 1963 году Управление лондонским транспортом сменил Департамент лондонского транспорта, от LT он отличался лишь тем, что находился в непосредственном подчинении Министерства транспорта Великобритании.

### Контроль Совета Большого Лондона
С 1 января 1970 года функции Департамента лондонского транспорта стал выполнять Совет Большого Лондона посредством созданной им организации «Управление лондонским транспортом» (London Transport Executive). В это время Лондонский метрополитен испытывал недостаток кадров и нехватку средств, вызванную недофинансированием. С 1981 года лейбористы в Совете Большого Лондона начали программу Fares Fair, которая предусматривала снижение стоимости билетов за счёт повышения местного налога на собственность. Эта кампания с самого начала была успешной, и популярность лондонской подземки значительно выросла. Это решение, однако, было оспорено Советом лондонского боро Бромли, который тоже оказался затронут повышением налогов, но при этом не обслуживался Лондонским метрополитеном. Законодательный Совет лордов, исходя из постановления Британского Парламента (Transport (London) Act 1969), постановил, что такая политика была незаконна. По решению суда программа Fares Fair была отменена, это привело к тому, что в 1982 году цены на билеты выросли в два раза, вследствие чего снизился пассажиропоток. Возникший скандал подтолкнул консервативное правительство во главе с премьер-министром Маргарет Тэтчер отделить в 1984 году London Transport от Совета Большого Лондона. Это стало одной из причин ликвидации Совета Большого Лондона правительством в 1986 году.
Утром 28 февраля 1975 года на станции «Мургейт» произошло крушение поезда, в результате которого 43 человека погибли, 74 пострадали. По не выясненным до сих пор обстоятельствам состав не смог затормозить и на большой скорости сбил тупиковую призму и врезался в стену.

### Лондонский региональный транспорт
После того как в 1984 году консервативное правительство Великобритании отделило Лондонский транспорт от Совета Большого Лондона, новым владельцем LT стала организация Лондонский региональный транспорт (London Regional Transport), отвечавшая за общественный транспорт Большого Лондона. Правительство планировало модернизировать подземку, но вместе с тем за счёт налогоплательщиков урезать субсидирование. В рамках этого проекта 1 апреля 1985 года была создана дочерняя компания Лондонского регионального транспорта — London Underground Limited, которая стала непосредственно управлять лондонским метрополитеном.
В 1987 году Оливер Грин, занимавший тогда пост руководителя Лондонского музея общественного транспорта, писал:
В своём первом годовом отчёте London Underground Ltd объявила, что всё больше пассажиров пользуются метрополитеном. В 1985—86 гг. Лондонский метрополитен перевозил по 762 миллиона пассажиров в год, что намного больше предыдущего рекорда — 720 миллионов за 1948 год. Наряду с этим были значительно сокращены расходы благодаря новой системе капитального ремонта подвижного состава и введению системы управления поездов в одиночку [без помощника машиниста и кондуктора]. Хорошо налажены работы по модернизации билетных касс на станциях, они должны быть завершены к введению новой билетной системы (Underground Ticketing System). В конце 1986 года начались испытания нового поколения подвижных составов. В 1988 году лондонский метрополитен отмечает юбилей: 125 лет, и его будущее кажется обнадёживающим.
В 1994 году с приватизацией Британских железных дорог Лондонский региональный транспорт завладел линией Ватерлоо-энд-сити, включив её в состав Лондонского метрополитена. В этом же году закрылись малодеятельные ветки Эппинг Онджар на Центральной линии и Олдвич на линии Пикадилли после того, как было решено, что их работа и необходимое техническое обслуживание не будут экономически эффективны.

#### Пожар на станции «Кингс-Кросс Сент-Панкрасс»

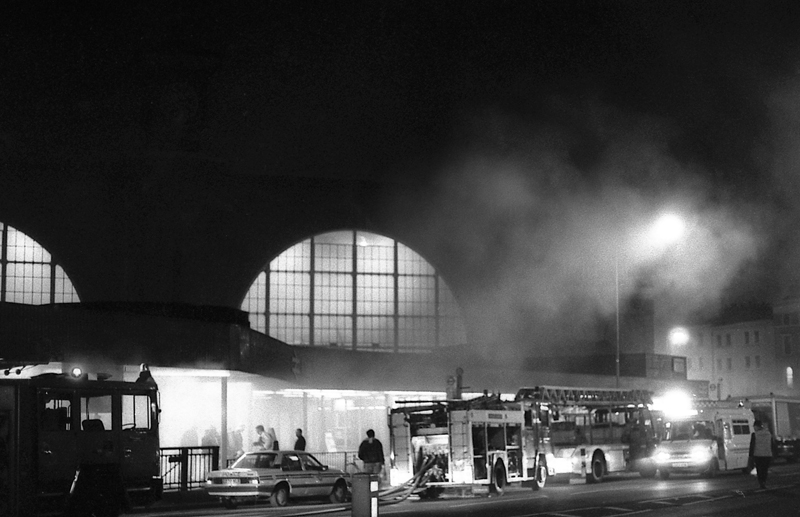
Первые пожарные машины на ст. «Кингс-Кросс Сент-Панкрасс» 18 ноября 1987 года

18 ноября 1987 года в 19:30 на крупнейшем транспортном узле Лондонского метрополитена — станции «Кингс-Кросс Сент-Панкрасс» вспыхнул сильный пожар, в результате которого погиб 31 человек. Пожар начался в эскалаторном тоннеле, затем распространился на вестибюль и кассовый зал.
Эскалатор, на котором начался пожар, был построен ещё по старым стандартам. Боковины и ступеньки были частично сделаны из дерева, из-за чего вся конструкция горела легче и быстрее. Несмотря на то, что курение на подземных участках метрополитена было запрещено, вероятнее всего причиной пожара стала брошенная одним из пассажиров горящая спичка. Механизм эскалатора был покрыт слоем смазки и мусора. В 19:30 на одной из ступеней эскалатора было замечено небольшое пламя, эскалатор был немедленно остановлен, а все пассажиры с него эвакуированы. В 19:43 на станцию прибыли первые пожарные расчёты. Ко времени прибытия пожарных пламя на эскалаторе стало размером с небольшой костёр, но неожиданно через некоторое время яростный поток огня ворвался в кассовый зал, который был полон людей. Для установления причин пожара и столь быстрого его распространения Правительством была создана комиссия по расследованию происшествий.
После этого трагического события все деревянные эскалаторы в Лондонском метрополитене были заменены на металлические, гораздо строже стало контролироваться соблюдение запрета на курение в метрополитене.

### Государственно-частное партнёрство
В 2000 году корпорация Transport for London (TfL) заменила Лондонский региональный транспорт. В январе 2003 года метрополитен начал работать в государственно-частном партнёрстве, на основании чего инфраструктура и подвижные составы поддерживались двумя частными компаниями: Metronet и Tube Lines, в соответствии с 30-летним контрактом. Вместе с тем, London Underground Limited осталась принадлежать государству и находилась под управлением Transport for London.
Сторонники этих нововведений утверждали, что частный сектор позволит устранить неэффективность предприятия государственного сектора экономики, а также возьмёт на себя риски, связанные с управлением и эксплуатацией сети подземки. Противники, в свою очередь, заявляли, что это приведёт к уменьшению инвестирования. Этот проект был поставлен под угрозу, когда 18 июля 2007 года компания Metronet, отвечающая за две трети сети лондонского метрополитена, оказалась на грани банкротства. Аргументов за государственно-частное партнёрство спустя год стало ещё меньше, когда оказалось, что крах компании Metronet обошёлся британскому правительству в 2 миллиарда фунтов стерлингов. Пять частных компаний, которые входили в союз Metronet, должны были заплатить по 70 млн фунтов стерлингов каждая для погашения долгов, накопленных консорциумом. Но в соответствии с соглашением, достигнутым с правительством в 2003 году, компании были освобождены от дальнейшей ответственности. Поэтому оплачивать остальную часть пришлось британским налогоплательщикам.
После краха компании Metronet её обязанности взяла на себя Transport for London. Правительство предприняло скоординированные усилия в поиске другой частной фирмы, но никто не предлагал свои услуги, после чего министерство транспорта Великобритании согласилось разрешить TfL продолжить работу в той сфере деятельности, за которую раньше отвечала компания Metronet..
Линию Джубили, Пикадилли и Северною содержала вторая частная компания — Tube Lines. В конце 2009 года Tube Lines столкнулась с нехваткой средств и запросила финансовую помощь у TfL в размере 1,75 млрд фунтов для того, чтобы покрыть свой дефицит. Transport for London отказала и направила это дело в третейский суд. 7 мая 2010 года было объявлено, что корпорация Transport for London согласна купить акции компании за 310 млн фунтов. С этого момента государственно-частное партнёрство в Лондонском метрополитене прекратило своё существование, поскольку всей сетью теперь единолично управляет Transport for London.
Национальное финансово-ревизионное управление Великобритании в 2004 году в докладе о государственно-частном партнёрстве заявило, что министерство транспорта Великобритании, Лондонский региональный транспорт и London Underground Ltd потратили 180 млн фунтов на структуризацию, ведение переговоров и реализацию государственно-частного партнёрства..

### Transport for London

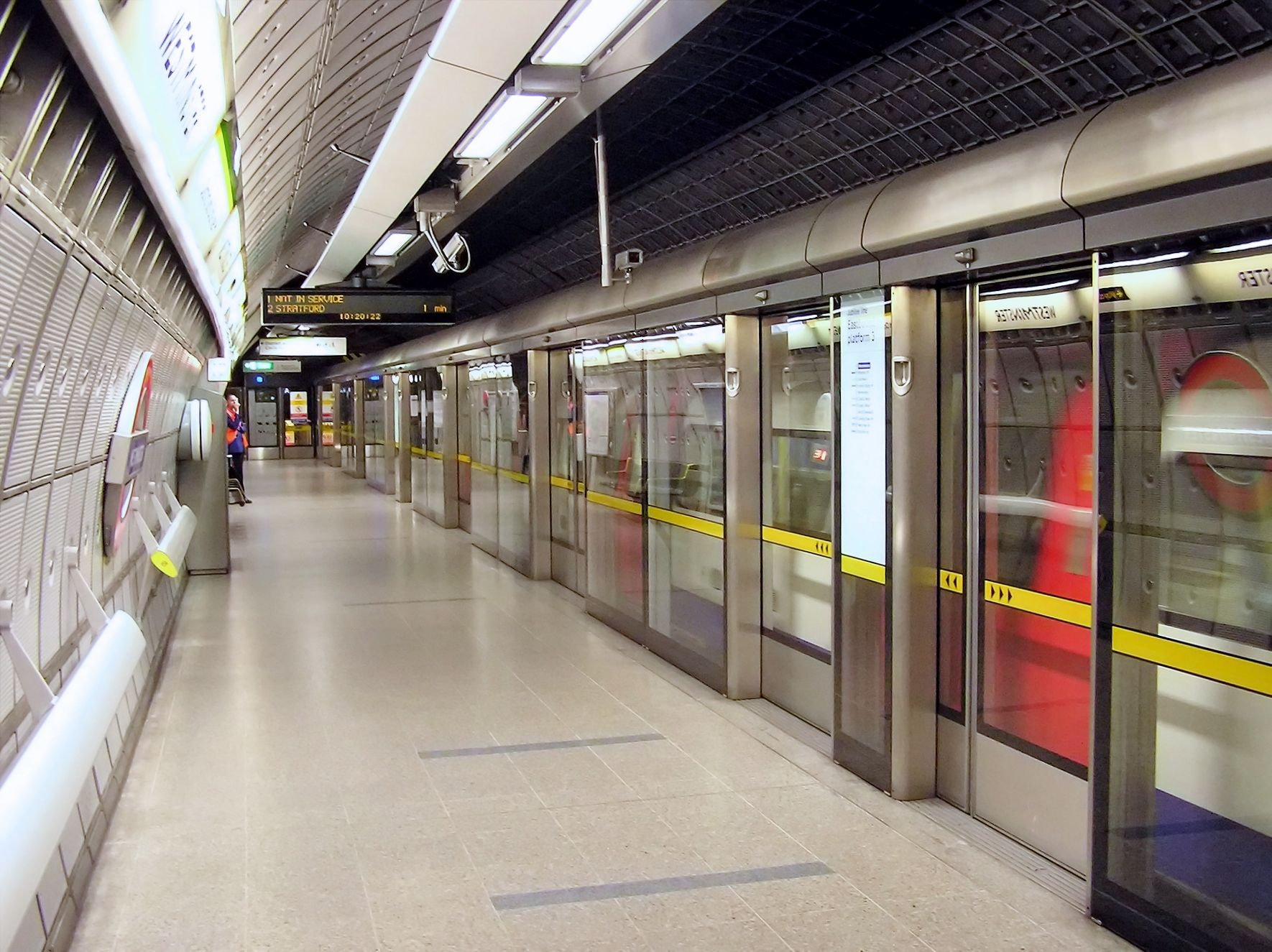
Платформенные раздвижные двери, установленные на платформе Юбилейной линии станции Вестминстер

Корпорация Transport for London была создана в 2000 году как объединённая организация, отвечающая за весь транспорт в Лондоне. Она сменила «Лондонский региональный транспорт», а в июле 2003 года стала владельцем London Underground Limited.
TfL входит в состав администрации Большого Лондона и является корпорацией, учреждённой специальным законом, подчиняющейся муниципальному финансовому законодательству. TfL имеет три дочерние компании: London Transport Insurance (Guernsey) Ltd., TfL Pension Fund Trustee Co. Ltd. и Transport Trading Ltd (TTL). TTL, в свою очередь, имеет шесть дочерних компаний, одной из которых и является London Underground Limited.
Коллегиальный состав Transport for London назначается мэром Лондона. Мэр также определяет размер стоимости проезда на общественном транспорте Лондона. Главой корпорации является специальный уполномоченный. В настоящее время эту должность занимает Питер Генди (Peter Hendy).
Мэр отвечает за разработку единой стратегии развития лондонского транспорта, также он определяет размер бюджета TfL. В свою очередь, администрация Большого Лондона изучает и утверждает бюджет, представленный мэром. В 2000 году была создана организация London TravelWatch, которая принимает и рассматривает жалобы пассажиров на работу лондонского общественного транспорта.
Лондонский метрополитен неоднократно подвергался терроризму. Крупнейшая атака произошла утром 7 июля 2005 года. В период с 8:50 до 8:53 в трёх поездах, движущихся по перегонам, прогремели взрывы. В общей сложности в результате теракта в лондонском метро погибли 39 человек.

## Инфраструктура

### Станции и линии

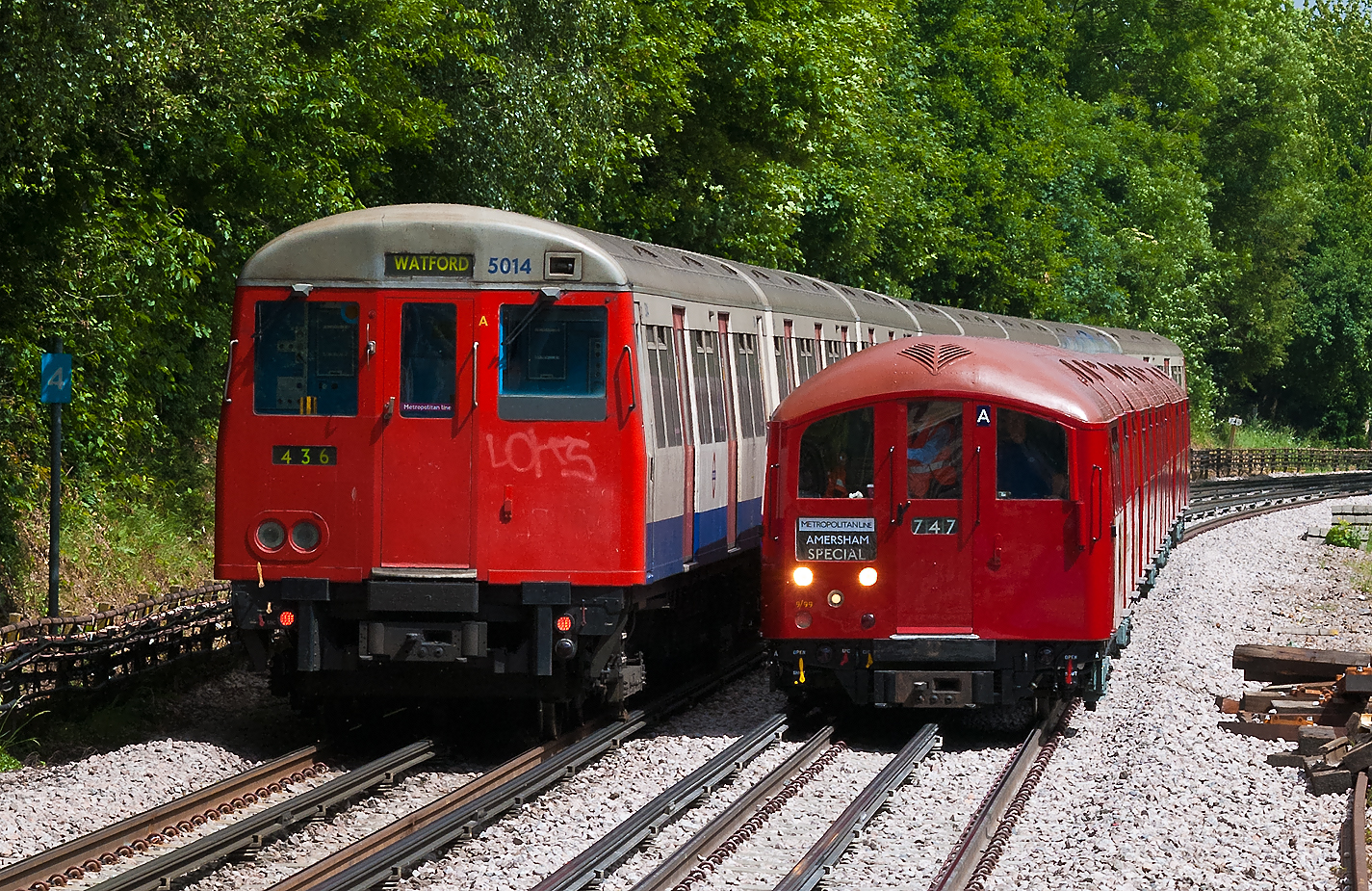
Состав серии А (слева), эксплуатировавшийся на линиях мелкого заложения с 1961 по 2012 год.
Справа состав серии 1938, эксплуатировавшийся на линиях глубокого заложения с 1938 по 1988 год

Лондонский метрополитен насчитывает 272 станции. Четырнадцать станций находятся за пределами Большого Лондона, пять из них («Амершем», «Челфонт-энд-Лэтимер», «Чешем» и «Чорливуд» на линии Метрополитен и ст. «Эппинг» на Центральной линии) за шоссе М 25 (Лондонская кольцевая автомобильная дорога) на территории графств Эссекс, Бакингемшир и Хартфордшир. Из 32 городских районов Лондона, шесть (Бексли, Бромли, Кройдон, Кингстон, Луишем и Саттон) не обслуживаются лондонским метрополитеном. Практически лишён станций метро и район Хакни (на границе с другими районами расположены только две станции: «Олд-Стрит» и «Мэнор Хауз»).
Сеть лондонского метрополитена состоит из 11 линий, из которых 4 мелкого заложения (Дистрикт, Хаммерсмит-энд-Сити, Кольцевая, Метрополитен) и 7 глубокого заложения (Бейкерлоо, Юбилейная, Виктория, Пикадилли, Ватерлоо-энд-Сити, Центральная, Северная). Ранее Лондонский метрополитен насчитывал 12 линий, но в 2007 году Восточная линия была закрыта на реконструкцию, после которой открылась лишь в 2010 году в составе уже Лондонской надземки (London Overground). 220 км путей (55 % от суммарной длины линий) проходит по поверхности. 32 км были построены открытым способом. Тоннели, построенные таким образом, залегают на глубине около 5 м. Остальные 150 км (линии глубокого заложения) были проложены под землёй при помощи проходческого щита. Средняя глубина их залегания составляет 20 м.
На линиях глубокого заложения для каждого пути предусмотрен отдельный тоннель. Площади поперечного сечения глубинных тоннелей различаются. Самые узкие из них имеют в диаметре всего 3,56 м; соответственно, габариты подвижного состава также значительно меньше, чем на линиях мелкого заложения. Многие станции глубокого заложения располагаются выше тоннелей, такая конфигурация позволяет экономить энергию, так как поезда движутся под гору во время ускорения и в гору во время торможения. Чаще всего линии обоих типов за пределами центра города выходят на поверхность. Движение на линиях мелкого заложения организовано так же, как в Нью-Йоркском метрополитене, где по одним путям ходят поезда разных линий.

Линии лондонского метрополитена, наложенные на карту Лондона

| Название линии                         | Цвет на схеме     | Открытие первого участка | Год открытия линии | Длина линии в км  | Количество станций | Подвижной состав  | Пассажиропоток за год (тыс. чел.) |                   |                   |                   |                   |
| Мелкого заложения                      | Мелкого заложения | Мелкого заложения        | Мелкого заложения  | Мелкого заложения | Мелкого заложения  | Мелкого заложения | Мелкого заложения                 | Мелкого заложения | Мелкого заложения | Мелкого заложения | Мелкого заложения |
| -------------------------------------- | ----------------- | ------------------------ | ------------------ | ----------------- | ------------------ | ----------------- | --------------------------------- | ----------------- | ----------------- | ----------------- | ----------------- |
| Метрополитен Metropolitan              | пурпурный         | 1863                     | 1863               | 66,7              | 34                 | Серия S           | 66 779                            |                   |                   |                   |                   |
| Дистрикт District                      | зелёный           | 1868                     | 1868               | 64                | 60                 | Серия S           | 208 317                           |                   |                   |                   |                   |
| Кольцевая Circle                       | жёлтый            | 1884                     | 1884               | 27                | 36                 | Серия S           | 114 609                           |                   |                   |                   |                   |
| Хаммерсмит-энд-Сити Hammersmith & City | розовый           | 1863                     | 1863               | 26,5              | 29                 | Серия S           | 114 609                           |                   |                   |                   |                   |
| Глубокого заложения                    |                   |                          |                    |                   |                    |                   |                                   |                   |                   |                   |                   |
| Северная Northern                      | чёрный            | 1890                     | 1890               | 58                | 50                 | Серия 1995        | 252 310                           |                   |                   |                   |                   |
| Ватерлоо-энд-Сити Waterloo & City      | бирюзовый         | 1898                     | 1898               | 2,4               | 2                  | Серия 1992        | 15 892                            |                   |                   |                   |                   |
| Центральная Central                    | красный           | 1900                     | 1900               | 74                | 49                 | Серия 1992        | 260,916                           |                   |                   |                   |                   |
| Бейкерлоо Bakerloo                     | коричневый        | 1906                     | 1906               | 23,2              | 25                 | Серия 1972        | 111 136                           |                   |                   |                   |                   |
| Пикадилли Piccadilly                   | синий             | 1906                     | 1906               | 71                | 53                 | Серия 1973        | 210 169                           |                   |                   |                   |                   |
| Виктория Victoria                      | голубой           | 1968                     | 1968               | 21                | 16                 | Серия 2009        | 199 988                           |                   |                   |                   |                   |
| Юбилейная Jubilee                      | серый             | 1979                     | 1979               | 36,2              | 27                 | Серия 1996        | 213 554                           |                   |                   |                   |                   |
| 1. 2. 3.                               |                   |                          |                    |                   |                    |                   |                                   |                   |                   |                   |                   |

### Подвижной состав
Пассажирский подвижной состав

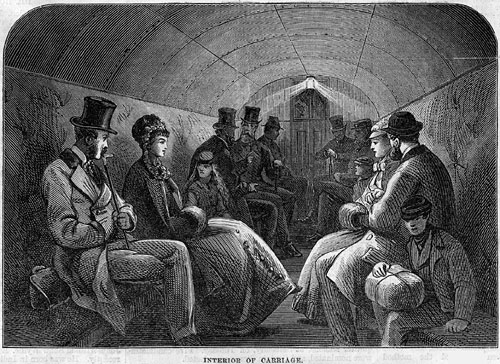
Интерьер вагона лондонского метро XIX века

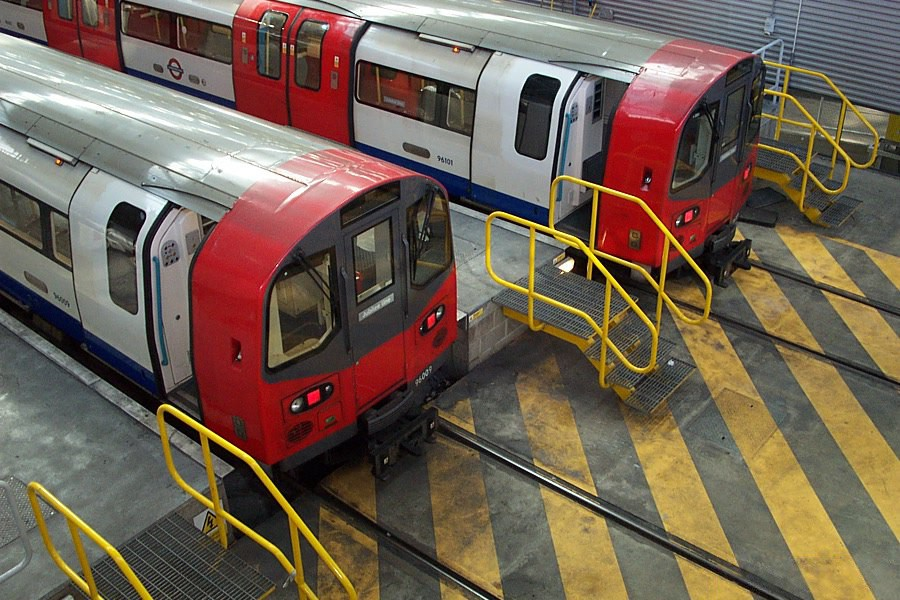
Составы серии 1996 в депо

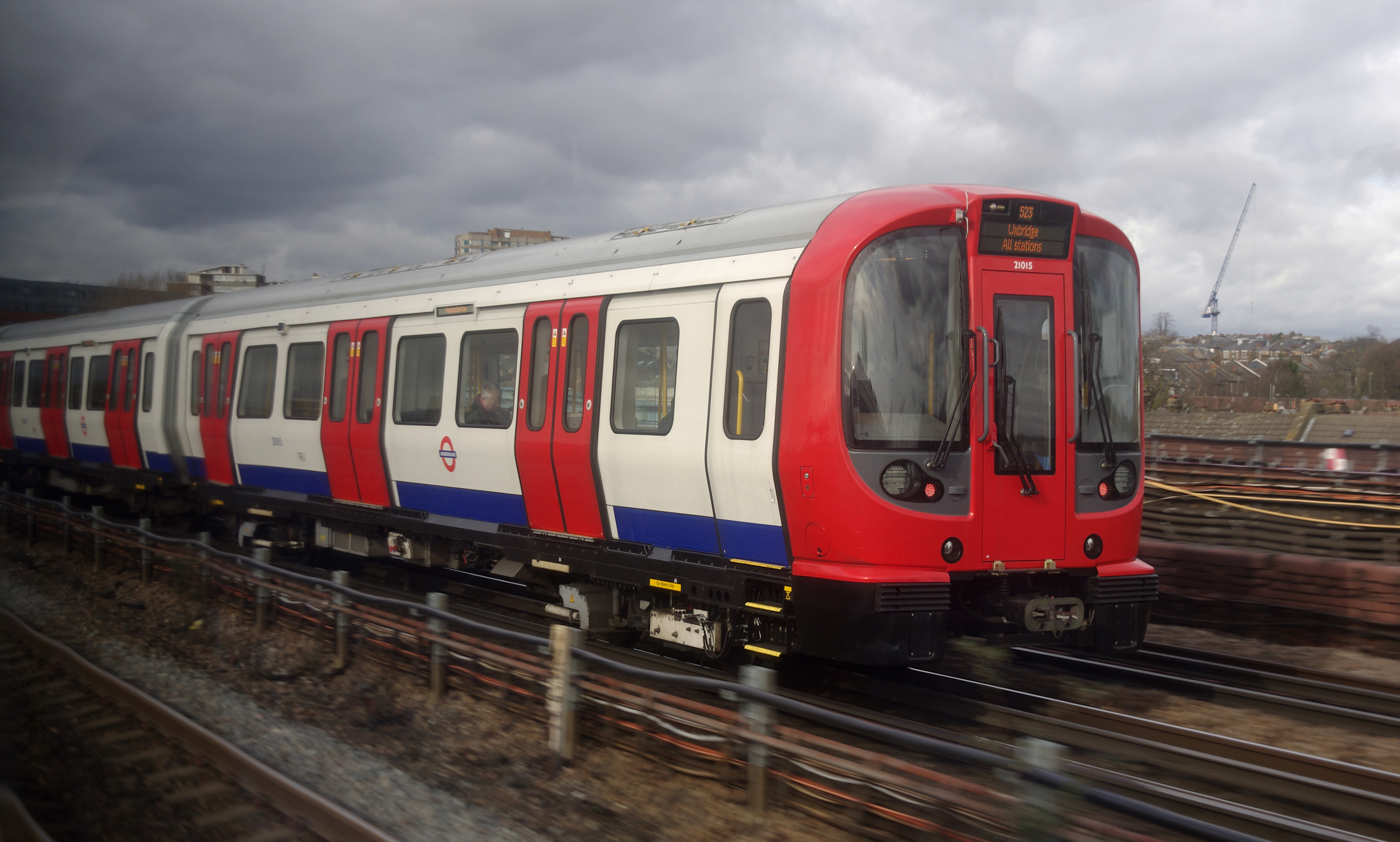
Состав серии S

Первое время поезда в лондонском метрополитене ходили на локомотивной тяге — в голове каждого состава находился паровоз, поэтому станции и тоннели подземки были сильно задымлены. Первые вагоны метрополитена в зависимости от стоимости билета делились на три класса. Применение электрической тяги позволило прокладывать более глубокие тоннели. Первый электрифицированный тоннель был построен в 1890 году, сейчас этот участок является частью Северной линии. Поначалу вагоны на линиях глубокого заложения были лишены окон. Однако такая конструкция вызывала у пассажиров психологический дискомфорт, так что вскоре был налажен выпуск новых вагонов.
Сейчас в Лондонском метрополитене используется подвижной состав, построенный не раньше 1970 года. Составность поездов в подземке варьируется от 4 до 8 вагонов в зависимости от длины платформ на данной линии. Габариты вагонов, эксплуатирующихся на линиях мелкого заложения, значительно отличаются от габаритов составов линий глубокого заложения, так как тоннели обоих типов имеют разный диаметр и форму поперечного сечения. Наименования составов двух типов также различаются. Серии поездов линий мелкого заложения обозначаются буквой, а линий глубокого заложения — числом, обозначающим год, в который данная модель была сконструирована.
В настоящее время на линиях мелкого заложения в эксплуатацию вводится новое поколение подвижных составов — составы серии S, которые уже заменили устаревшие составы серии А на линии Метрополитен, а в перспективе должны заменить и другие старые поезда. Помимо пассажирских электропоездов, в лондонском метрополитене работают рабочие поезда, например, составы, предназначенные для перевозки балласта для путей и шпал, тормозные вагоны и инженерно-технические лаборатории. Обычно в состав рабочих поездов входят грузовые вагоны, которые ранее работали на обычных железнодорожных линиях, а также списанные пассажирские метровагоны, переоборудованные под различные инженерно-технические станции и лаборатории.
Компания London Underground Limited привлекла компании Alstom, Bombardier и Siemens к разработке новых облегчённых энергосберегающих, наполовину сочленённых составов условно называющихся «Evo» (от англ. evolution — эволюция), для линий глубокого заложения, которые заменят устаревшие поезда серий 1972, 1973, 1992. Пока что только компания Siemens обнародовала в общих чертах свой проект. По этому плану, новый подвижной состав помимо внешнего вида будет отличаться от предыдущих моделей наличием климат-контроля и оснащением батарейным электропитанием, которая даёт возможность поезду следовать к следующей станции даже при потере питания на контактном рельсе. Состав будет низкопольным, а пассажировместимость увеличится на 11 % по сравнению с нынешними моделями. Также уменьшится и его масса (масса целого состава меньше текущих моделей на 30 т), состав станет более энергоэффективным, расход электроэнергии сократится на 17 % со включённым кондиционером и на 30 % без него. По замыслу, со временем, эти новые поезда будут работать на линиях Бейкерлоо, Пикадилли, Ватерлоо-энд-Сити и Центральной.
В начале 1970-х на линии «Виктория» было внедрено автоматическое вождение поездов. Автоматизация позволила повысить скорость движения поездов и на 25-30 % сократить обслуживающий персонал.

### Электрификация
Лондонский метрополитен — одна из немногих железнодорожных сетей мира, которые используют систему т. н. «четвёртого контактного рельса». По дополнительному рельсу проходит обратный ток, поступающий по контактному рельсу и контактной сети. Это обусловлено тем, что обратный ток, как правило, протекает по путевым рельсам. В Лондонском метрополитене электрификация осуществляется контактным рельсом, проходящим рядом с путями. На контактный рельс подаётся напряжение 420 В постоянного тока, а на «четвёртый рельс», который расположен по центру между рельсами, подаётся напряжение в 210 В постоянного тока, всего в сумме тяговое напряжение составляет 630 В постоянного тока. На тех линиях, на которых также используются поезда с системой «трёх рельсов», на контактный рельс подаётся напряжение в 630 В постоянного тока, а на «четвёртый рельс» 0 В.

## Перспективы развития
Все линии метрополитена модернизируются: увеличивается пропускная способность линий и улучшается безопасность с новым автоматизированным устройством СЦБ в системе, чаще всего частичного, автоматического управления поездом (англ. Automatic train operation, ATO), замена рельсов, ремонт станций и где необходимо подвижного состава. На четырёх линиях мелкого заложения усовершенствована радиосистема контроля движения поездов (Communications-Based Train Control, CBTC) — система сигнализации, которая позволит сократить интервал движения поездов, что увеличит пропускную способность.
В ходе испытаний зоны действия мобильных телефонов на линии Ватерлоо-энд-Сити было установлено, что зона действия мобильной связи уместна во всей сети линий метро, ожидается, что эта услуга будет внедрена к Олимпийским играм 2012, которые пройдут в Лондоне. Мэр Лондона Борис Джонсон сообщил, этот проект будет финансироваться посредством инвестиций пяти крупнейших британских сотовых операторов: Vodafone, Orange, T-Mobile, Hutchison 3G и O2.
Летом температура на некоторых участках метрополитена может стать не комфортной из-за большой глубины и недостаточной вентиляции тоннелей глубокого заложения, температура в них однажды поднялась до 47 °C в 2006 году во время погодной аномалии. В 2009 году температура в тоннелях глубокого заложения поднималась до 32 °С, это в сочетании с плохим качеством воздуха, который по результатам исследования 2003 года был в 73 раза хуже, чем на улице. Двадцатиминутная поездка в метрополитене на Северной линии даёт такой же эффект, что и курение одной сигареты. Согласно докладу Палаты Общин в 2003 году, пассажиры каждый день подвергаются опасности для здоровья, поскольку их поездки происходят в недопустимых условиях. В метрополитене можно увидеть плакаты, советующие пассажирам носить с собой бутылку с водой. Испытания системы охлаждения грунтовыми водами на станции Виктория проходили в 2006—2007 годах, чтобы определить, какую систему охлаждения целесообразно и эффективно вводить в широкое использование для охлаждения метрополитена. Новые поезда серии S, оборудованные кондиционерами, в настоящее время вводятся в эксплуатацию на линии Метрополитен, и в скором времени должны появиться на линиях Дистрикт, Хаммерсмит-энд-Сити и Кольцевой.
Проект линии Кроксли Рейл Линк предполагает ответвление от линии Метрополитен к Уотфорду вдоль заброшенной дороги. Этот проект был одобрен правительством 14 декабря 2011 года. Строительные работы планируется начать в июне 2014 года и завершить к январю 2016 года.
Борис Джонсон предложил продлить линию Бейкерлоо до районов Луишем, Кэтфорд и Хейз, так как на юге Лондона недостаточно линий метро (в качестве альтернативы имеются только пригородные линии).
Звучали также предложения реконструировать тоннели мелкого заложения, разделить Северную линию и продлить ветку Чаринг-Кросс, которая сегодня является частью Северной линии, до района Баттерси, но эти проекты зависят от других продлений, поэтому их реализация может быть начата только после завершения предыдущих. Разрешение на проведение планировочных работ по продлению Северной линии, а именно ветки Чаринг-Кросс, до района Баттерси уже дано. Продление линии до района Баттерси финансируется из частных рук в рамках модернизации электростанции Баттерси, которая влечёт за собой полномасштабное восстановление и обновление целого промышленного района Найн Элмс (часть боро Уондсуэрт). Также предлагается продлить Центральную линию от станции Вест-Райслип (West Ruislip) до ст. Аксбридж через станцию Икенхам, это позволит сократить поток транспорта на автомагистрали А 40 (Лондон-Фишгард (Уэльс)) в черте города, проект может быть завершён к 2021 году. Будущая линия будет проходить по существующему пути, но введение в эксплуатацию новой ветки зависит от усовершенствованной системы сигнализации, которая возможно начнёт работать до 2017 года.
Министерство транспорта Великобритании одобрило в начале мая 2018 года строительство очередного тоннеля под Темзой в районе лондонских доков. Предлагается строительство двух параллельных тоннелей, которые составят одну транспортную связку в непосредственной близости от известной спортивно-концертной площадки, крытого стадиона О2 Арена. Тоннель свяжет Королевские доки с полуостровом Гринвич и будет называться тоннель «Сильвертаун». Строительство дополнительного тоннеля под Темзой разгрузит уже существующий тоннель Бэкволл, который находится с другой стороны Арены О2. Ожидаемым сроком завершения проекта был 2023 год.

## Процесс поездки

### Режим работы
Лондонский метрополитен работает круглосуточно только в новый год и в дни крупномасштабных массовых мероприятий, таких как пятидесятилетие правления королевы в 2002 году, церемонии открытия и закрытия Летних Олимпийских игр 2012. Первый поезд выходит на линию приблизительно в 04:45, как правило, на непродолжительные поездки, такие как, например, на линии Пикадилли путь от ст. Остерли до ст. Хитроу, когда задействована только часть линии, вторая часть линии открывается в 05:30 и работает приблизительно до 01:00. Некруглосуточный режим работы метрополитена объясняется тем, что на большинстве линий имеются только два пути (по одному пути в каждую сторону), поэтому на каждую ночь метрополитен необходимо закрывать на уборку и техническое обслуживание. В отличие от других систем метро, таких как, например Нью-Йоркский метрополитен, в лондонском метрополитене лишь на некоторых участках имеется третий или четвёртый путь, что позволяет поездам объезжать те участки, на которых ведётся техническое обслуживание. В последнее время некоторые части линий стали закрываться на выходные дни с тем, чтобы провести на них запланированные технические работы. Некоторые линии Лондонского метрополитена в канун Рождества закрываются раньше обычного и не работают в Рождество, кроме поездов в аэропорт Хитроу.

### Билеты

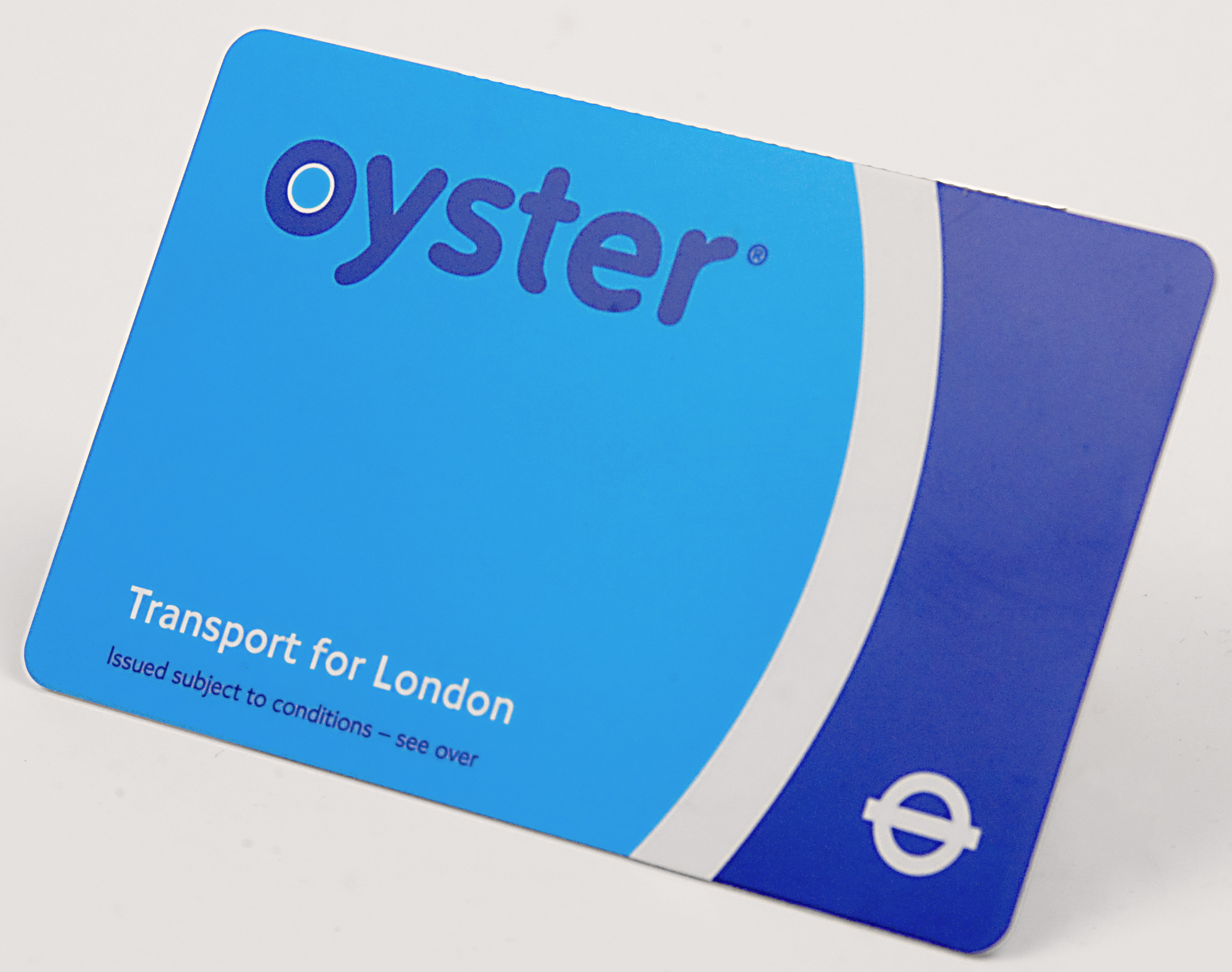
Бесконтактная смарт-карта «Oyster», используемая в транспортной сети Лондона

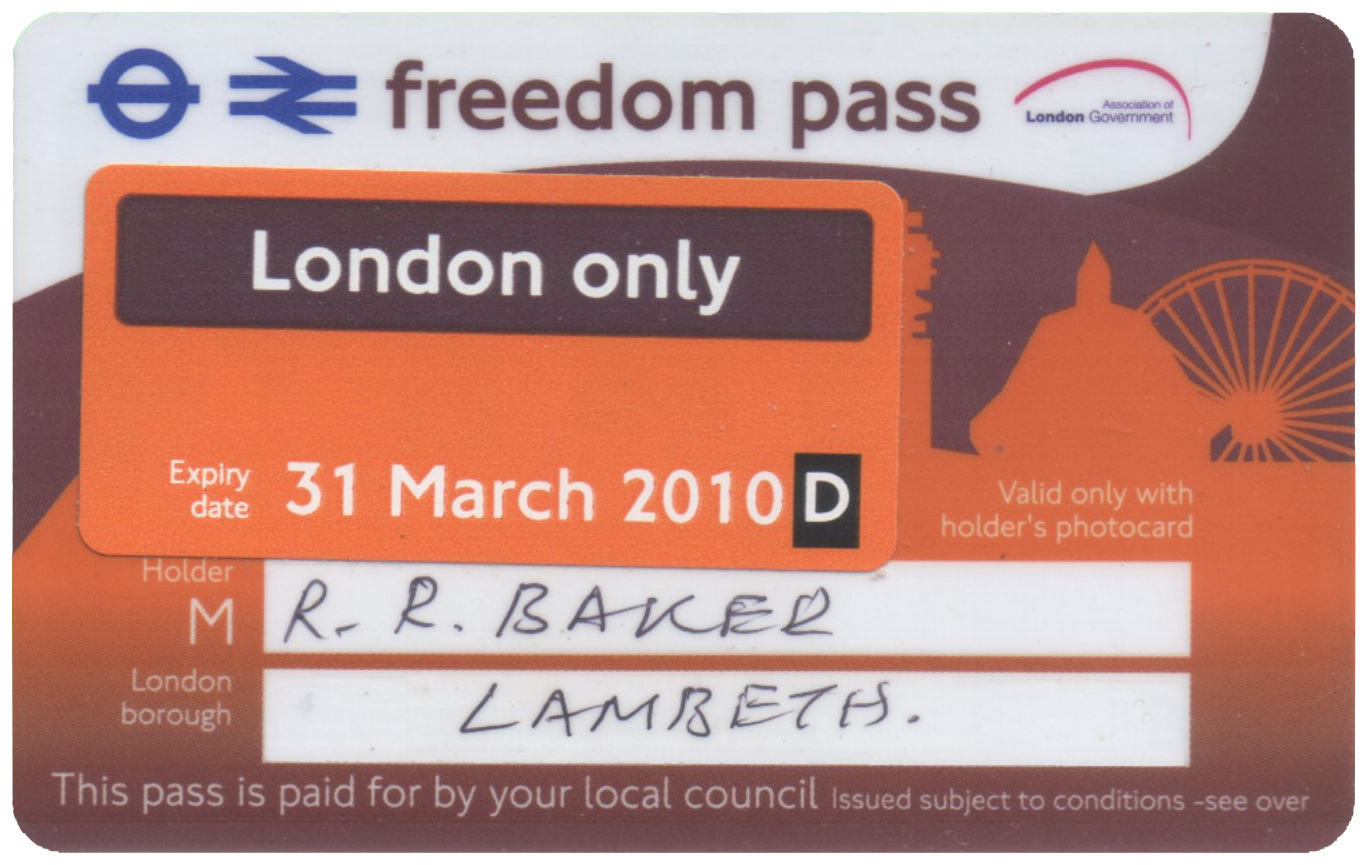
«Freedom Pass» старого образца (без фотографии)

В Лондонском метрополитене для подтверждения права на проезд используются бумажные билеты с магнитной полосой «Travelcard» и смарт-карты «Oyster». Размер платы за проезд рассчитывается по зонам. Большой Лондон разделён на 6 зон. Станции первой транспортной зоны, которая ограничена Кольцевой линией, расположены в центре города, а станции шестой зоны от центра наиболее удалены. Станции линии Метрополитен, расположенные за пределами Большого Лондона, относятся к транспортным зонам 7-9. Оплатить проезд можно в билетных кассах (некоторые из них открыты ограниченный период времени) или при помощи билетных автоматов, в которых можно купить проездной билет в любое время. Одни автоматы принимают монеты, купюры и кредитные карты, другие принимают только монеты, а некоторые только кредитные карты.
В 2003 году корпорация Transport for London ввела смарт-карты «Oyster card» со встроенным бесконтактным RFID чипом, на которую пассажиры могут внести некоторую сумму денег и затем использовать её для оплаты проезда. Как и бумажный билет «Travelcard» помимо Лондонского метрополитена, «Oyster» карта может быть использована в качестве проездного билета в Лондонской надземки, автобусах, трамваях, Доклендском лёгком метро и пригородных поездах национальной железной дороги Великобритании (National Rail), работающих в пределах Лондона. TfL поощряет пассажиров, которые пользуются бесконтактными картами «Oyster», а не обычными билетами, реализуя значительную разницу в ценах: поездки с «Oyster card» значительно дешевле.
С 1973 года в метрополитене предоставляются скидки на билеты людям с ограниченными возможностями и лицам старше 60 лет. С 2006 года эта программа называется «Freedom Pass», теперь она предусматривает бесплатный проезд в любое время на всех маршрутах, обслуживаемых Transport for London, инвалидам и лицам, которым исполнилось 60 лет до 6 апреля 2010 года. Эта программа, за некоторыми исключениями (с 4:30 до 9:30 на некоторых линиях тариф не действует) действует также и на пригородных поездах национальной железной дороги Великобритании, работающих в Лондоне. С 2004 года бесплатный проезд возможен только с картой «Oyster», право на бесплатный проезд закодировано на RFID чип. С 2010 года на картах «Oyster» обладателей бесплатного проезда печатается их фотография, которую необходимо менять каждые пять лет.

#### Наказание за неоплаченный проезд
Помимо автоматических турникетов и штата кондукторов, лондонский метрополитен патрулируют в штатском и одетые в форму билетные контролёры с портативным кардридером «Oyster card». Пассажиры, находящиеся в метрополитене без действительного билета, обязаны уплатить штраф в размере £80 (или £40 при оплате в течение 21 суток), также против них может вестись уголовное преследование по своду правил железной дороги (Regulation of Railways Act 1889), по которому безбилетные пассажиры приговариваются к трём месяцам тюремного заключения или к большому штрафу в размере £1000. Держатели «Oyster card», которые предварительно внесли плату за проезд на свои карты, но не потратили её, забыв приложить карту к валидатору в начале поездки (или приложившие, но уже на выходе, когда турникеты могут быть открытыми), обязаны заплатить максимально возможную стоимость проезда: £6 в часы пик и £4,30 в остальное время. Держатели «Oyster card», которые не приложили карту к валидатору в начале поездки, будучи пойманы в середине поездки контролёром, например в поезде, обязаны платить штраф в размере £50, при оплате в течение 21 суток стоимость уменьшается в два раза до £25.
Условия перевозок в Лондонском метрополитене требуют от пассажиров, чтобы те прикладывали билеты «Travelcard» к валидатору в начале и в конце своей поездки, а владельцы «Oyster card», не приложившие карту, но имеющие при себе действительный билет «Travelcard» не обязаны платить штраф. Ни условия перевозок, ни Статья 17 закона, утверждённого Советом Большого Лондона в 1999 году (Greater London Authority Act 1999), который точно определяет, как и когда оформлять штраф, не позволяют оштрафовать пассажиров, которые ранее оплатили соответствующий тариф.

### Эскалаторы

Модель эскалатора 1900 года в музее лондонского транспорта

На станциях Лондонского метрополитена установлены 426 эскалаторов и 164 лифта, число последних неуклонно возрастает — в связи с программой по облегчению доступа в метро для инвалидов. Все эскалаторы подземки изготовлены по заказу. Самый длинный эскалатор Лондонского метрополитена и третий в Западной Европе, длиной 60 м и высотой подъёма 27,4 м, находится на станции Энджел (Angel). Самые старые эскалаторы Лондонского метрополитена работают на станции Гринфорд (Greenford), они были установлены в 1947 году.
Эскалаторы Лондонского метрополитена рассчитаны на пассажиропоток 13 000 чел. в час, они работают 20 часов в день и 364 дня в год, причём единовременно работает 95 % от их общего количества.
Согласно правилам, пассажиры, использующие эскалатор, должны держаться его правой стороны, с тем, чтобы не мешать спешащим пассажирам, которые по регламенту должны проходить слева. То что на эскалаторах в Лондонском метрополитене нужно всегда держаться правой стороны, несмотря на то что в Великобритании левостороннее движение, объясняется тем, что в отличие от современных эскалаторов, первые эскалаторы Лондонского метрополитена не имели гребня. В конце эскалатора, когда его ступени выстраивались друг за другом, они заходили под его изогнутую боковину таким образом, что лестница заканчивалась сначала с правой стороны, а затем с левой. Идея заключалась в том, чтобы пассажиры могли держать левую ногу на эскалаторе, в то время как с правой ноги уже сходить с него.

### Задержки и переполненность

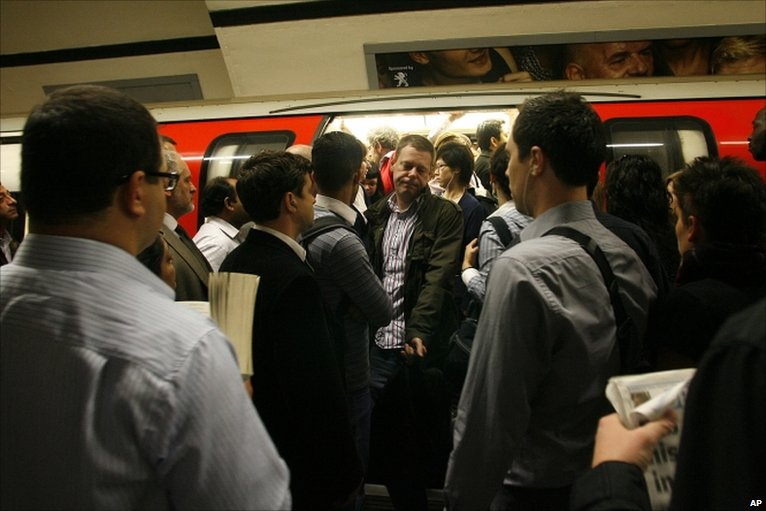
Одна из станций Лондонского метрополитена в час пик

Согласно статистике, в среднем, на линии Метрополитен за 2006 год пассажиры потеряли 3 дня, 10 часов, 25 минут из-за задержек. Цифры показали, что между 17 сентября и 14 октября 2006 года 211 поездов было задержано более чем на 15 минут. Пассажиры имеют право требовать возврата денег, если их поездка была задержана на 15 или более минут по вине TfL. Однако в 2010 году только 330 000 пассажиров из возможных 11 млн потребовали компенсацию за задержку, опоздавшим пассажирам было передано только £ 2 млн, в случае если бы все они требовали компенсации, TfL потратила бы £34 млн. Британское правительство ввело в Лондонском метрополитене несколько новых услуг, например, TubeTap iPhone app. Это приложение помогает получить компенсацию за задержку на 15 и более минут от предполагаемого времени поездки. Технические работы, которые проходят в Лондонском метрополитене раз в месяц, затрагивают 82,3 % пассажиров.
Переполненность метрополитена является многолетней проблемой; для многих пассажиров, совершающих свои поездки в утренние и вечерние часы пик, давка на станциях стала нормой; 95,2 % пассажиров регулярно пользуются метрополитеном в это время. На станциях с наиболее высоким пассажиропотоком, таких как Камден Таун, Ченсери Лейн и Ковент Гарден, доступ в определённое время ограничен. Ограничения вводятся и на других станциях в том случае, если это необходимо. На некоторых станциях была проведена реконструкция с тем, чтобы решить проблему, связанную с переполненностью метрополитена, станции Клэпхем Каммон и Клэпхем Норд на Северной линии — последние станции глубокого заложения, которые имеют узкую, расположенную между путями платформу. В дни крупных мероприятий, таких как футбольные матчи, британская транспортная полиция участвует в управлении толпой.
В пиковые часы некоторые станции закрываются или работают только на выход. В других случаях поезда просто не останавливаются на переполненной станции и идут на следующую станцию, которая расположена на небольшом отдалении от закрытой станции. Во избежание большого скопления людей на платформах, что не безопасно, на некоторых станциях может быть временно закрыт проход от турникетов на платформу.

### Безопасность
Несчастные случаи в Лондонском метрополитене, который ежегодно перевозит около миллиарда пассажиров, случаются относительно редко. На каждые 300 миллионов поездок приходится по одному несчастному случаю со смертельным исходом. Пассажирам озвучиваются предостережения от опасности, например, соблюдать осторожность при выходе из поезда (объявление «mind the gap») и часто повторяемые обращения к пассажирам с просьбой не заходить за жёлтую линию на краю платформы. Некоторое количество несчастных случаев вызвано давкой на платформах. Персонал метрополитена в часы пик контролирует платформы и коридоры и не допускает людей на переполненные станции. На Юбилейной линии, единственной в Лондонском метрополитене, на станциях установлены платформенные раздвижные двери.
Большинство несчастных случаев в метрополитене связано с попытками самоубийства. Большинство станций глубокого заложения имеют углубления под путями, их предназначение — способствовать стоку воды с платформы, но они также предотвращают смерть или серьёзное ранение, когда пассажир падает или намеренно прыгает с платформы перед поездом.
Обеспечением транспортной безопасности (защитой персонала, пассажиров, багажа и грузов от актов незаконного вмешательства, в том числе и террористических актов) в Лондонском метро занимается британская транспортная полиция (англ. The British Transport Police (BTP)).

### Доступ инвалидам

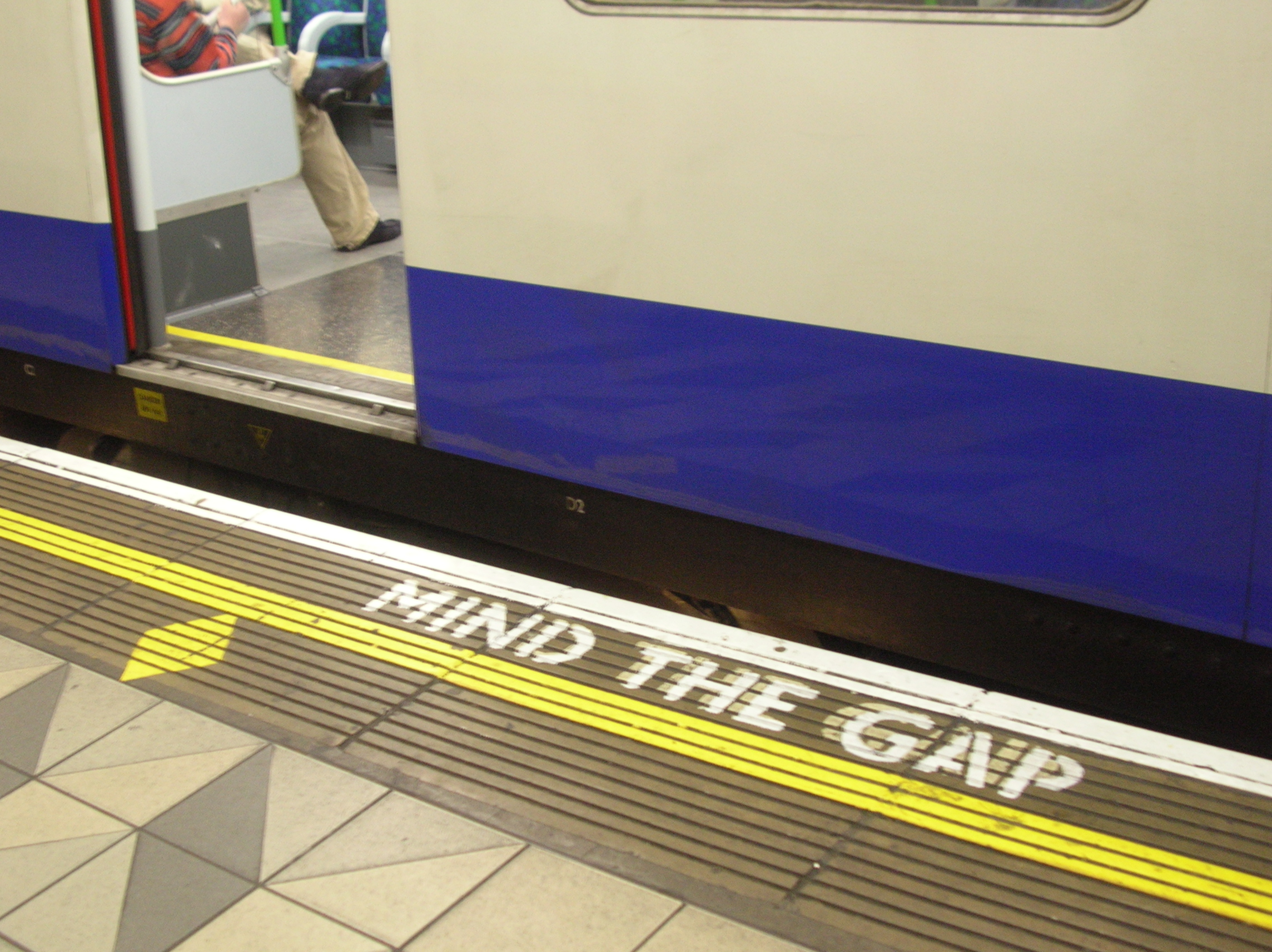
Предупреждение об опасности при входе с платформы в поезд на станции Бэнк-энд-Моньюмент

Доступность для людей с ограниченными возможностями не учитывалась при строительстве большинства линий и станций, и на большинство старых станций вход инвалидов невозможен. Большинство новых станций общедоступны, но переоснащение старых станций требует крупных материальных вложений, так как это технически сделать очень сложно, а во многих случаях даже невозможно. Даже на тех станциях, где имеются лифты или эскалаторы часто встречаются лестницы из нескольких ступеней между лифтом или эскалатором и платформой, что значительно усложняет путь людям с ограниченными возможностями.
Большинство станций мелкого заложения имеет небольшой лестничный пролёт, который ведёт на залегающую на небольшой глубине станцию, а на станциях глубокого заложения используются длинные лестничные пролёты или эскалаторы (в общей сложности в лондонском метрополитене насчитывается 410 эскалаторов). На некоторых станциях лестницы, по которым необходимо пройти, чтобы выйти на платформу, очень длинные. Винтовая лестница на станции Ковент-Гарден имеет 193 ступеньки, всё равно что подняться на 10 этаж здания, поэтому пассажирам рекомендуют использовать лифты, так как подъём по такой большой лестнице может быть опасным.
TfL выпускает карту, которая указывает, какие станции доступны для инвалидов, а с 2004 года на схеме линий значком в виде инвалидного кресла показаны те станции, где обеспечивается свободный проход инвалидам с поверхности на платформу. Однако высота ступеньки поезда над платформой может достигать 30 см, также на многих станциях между поездом и изогнутой платформой имеется широкая щель, что непосредственно осложняет вход в поезд пассажирам на инвалидной коляске. Только новые станции на Юбилейной линии полностью доступны для инвалидов.
TfL планирует создать единую сеть, состоящую из более чем 100 станций, доступных для людей с ограниченными возможностями, из недавно построенных или реконструированных станций, небольшого количества общедоступных пригородных станций и выбранных станций, которые будут реконструированы. Эти станции были выбраны в связи с их загруженностью и географическим разбросом по городу, таким образом, до 75 % рейсов будут доступны для инвалидов.

## Оформление и искусство
Схема Лондонского метрополитена («Tube map») и его логотип тотчас узнаётся любым лондонцем, почти всеми британцами и многими людьми со всего мира. Они стали главными символами метрополитена в массовой культуре. TfL даёт разрешение на продажу одежды и аксессуаров с изображением символики метрополитена и элементов его схемы и подаёт в суд против незаконного использования своего фирменного знака и характерной схемы метро. Тем не менее незаконные копии продолжают возникать по всему миру.

### Схема
Первоначально схема Лондонского метрополитена представляла собой карту города с наложенными на неё схемами линий, но она визуально плохо воспринималась пассажирами. Стилизованные схемы метрополитена были разработаны Гарри Беком в 1933 году. Для них характерно схематическое, а не географическое расположение линий (как на принципиальной схеме, на основе которой и были созданы схематические карты лондонского метрополитена), а также цветовое различие линий. Сегодня разработанный Гарри Беком стиль схематического изображения линий на схеме метрополитена считается классикой, и практически все крупные городские железнодорожные системы в мире сейчас имеют подобные схемы, также множество автобусных компаний заимствовали эту идею. На эту карту даже существуют пародии с использованием других названий станций. Схема метрополитена также используется в рекламе товаров и услуг, несвязанных с метрополитеном.

### Шрифт
В 1916 году Эдвард Джонстон создал особенный гротесковый шрифт корпорации TFL. Этот тип шрифта используется и сегодня, хотя в 1979 году был значительно видоизменён Эйичи Коно в компании чертёжников и полиграфистов «Banks & Miles», который создал т. н. гарнитуру «Новый Джонстон» («New Johnston»). Для неё характерен завиток у основания строчной буквы l, которого нет в других гротесковых шрифтах, и ромбовидные точки в конце предложения и над строчными буквами j и i. Корпорация TfL обладает авторским правом и осуществляет контроль над использованием своей характерной гарнитуры, но также использует векторные компьютерные шрифты TrueType, Paddington и Гил Санс.

### Логотип

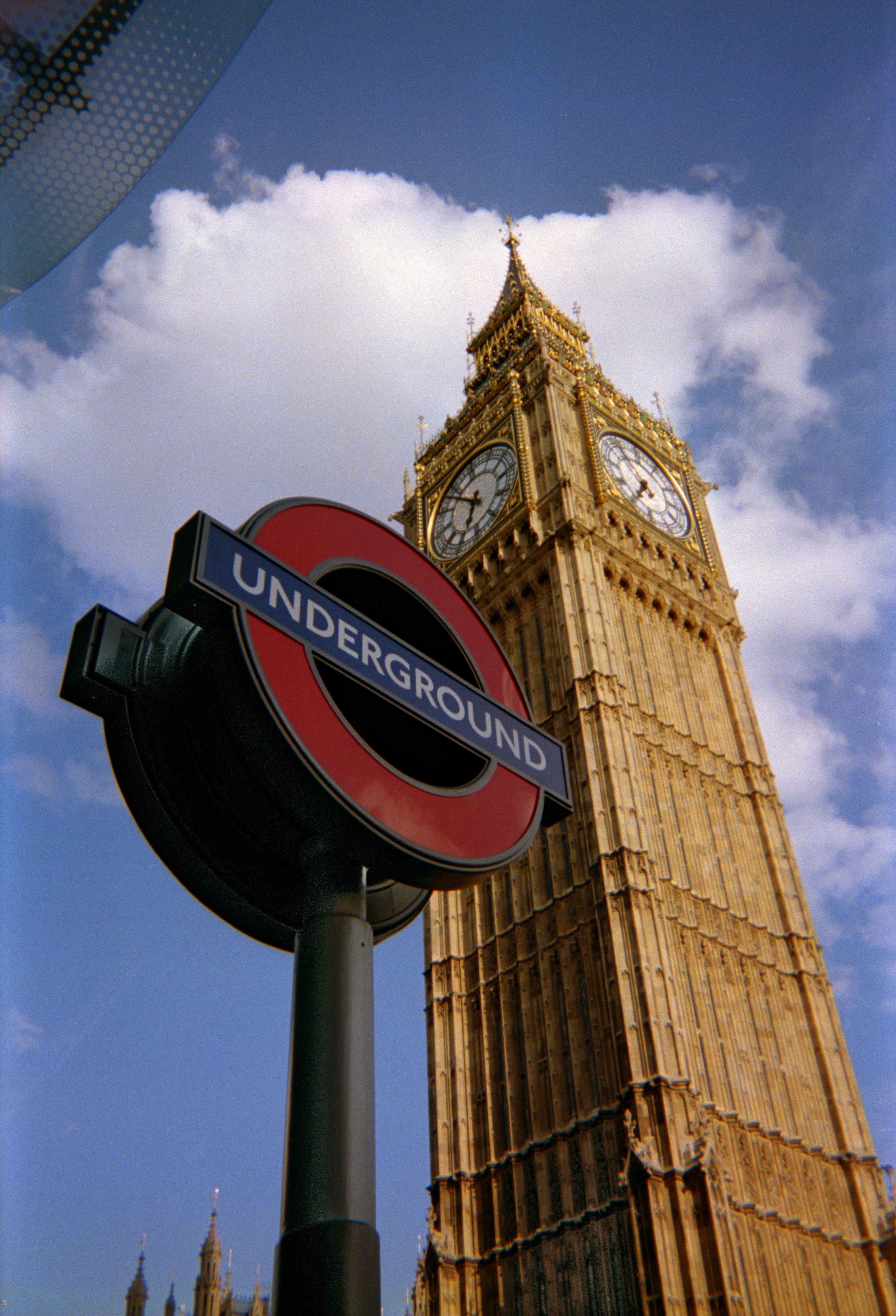
Логотип Рондо на входе станции Вестминстер

Происхождение логотипа Лондонского метрополитена — рондо, в первые годы известного как «бычий глаз» или «мишень», неясно. В системе лондонского транспорта он впервые стал использоваться в XIX веке в качестве логотипа компании London General Omnibus. Логотип представлял собой круг с проходящей через центр полосой, на которой было написано слово «GENERAL». Использование данного логотипа в Лондонском метрополитене началось с постановления 1908 года найти способ для более наглядного выделения названий станций на платформах. Красный круг с синей полосой и надписью «UNDERGROUND» поперёк неё была быстро принята в качестве логотипа. В 1919 году эмблема была усовершенствована Эдвардом Джонстоном.
Рондо встречается на всех станциях на входе и несколько раз на платформе, часто на поперечной полосе написано название станции, чтобы пассажиры из поезда могли без труда определить её.
Рондо многие годы использовался только на автобусах и в метрополитене. Но когда все виды транспорта в Лондоне стали управляться одной компанией Transport for London, эмблема стала использоваться и на других видах транспорта (такси, трамваях, Доклендском лёгком метро и т. д.) в разных цветовых парах.
К 100-летию рондо TfL привлекла 100 художников, чтобы создать принципиально новый дизайн рондо в честь праздника.

### Вклад в искусство
В настоящее время Лондонский метрополитен продвигает и спонсирует искусство посредством проектов «Искусство в метрополитене» (Art on the Underground) и «Стихи в метрополитене» (Poems on the Underground). Плакаты и места для рекламы (а в случае станции Глостер Роуд одна неиспользуемая платформа) предоставляются художественному искусству и поэзии, чтобы создать хорошее настроение у пассажиров при поездке.
Творческое наследие Лондонского метрополитена отчасти сложилось в результате работы с 1920-х годов известных художников-оформителей, иллюстраторов и гравировщиков на рекламных плакатах в Лондонском метрополитене. Среди художников-плакатистов, которые работали в лондонском метрополитене в 1920-х и 1930-х гг. были Ман Рэй, Эдвард МакНайт Кауффер (Edward McKnight Kauffer), Уильям Кермод и Сирил Кенит Бёрд, больше известный под псевдонимом Фугас (Fougasse). В последние годы Лондонский метрополитен делал заказы у выдающихся графиков, в том числе у Роналда Китая (Ronald B. Kitaj), Джона Беллани и Говарда Ходжкина.
В архитектуре станций на линиях Бейкерлоо, Пикадилли и Северной, которые были спроектированы английским архитектором Лесли Грином и построены в первом десятилетии XX века, был заложен фирменный стиль, в том числе характерный эдвардианский рисунок под плитку. В 1920-х и 1930-х годах Чарльз Холден спроектировал несколько станций в стилях модернизм и ар-деко. А в его проект по строительству штаб-квартиры холдинговой компании Underground Electric Railways Company of London (UERL) были включены авангардные скульптуры Джейкоба Эпстайна, Эрика Гилла и Генри Мура (его первый публичный заказ). В 1960-х годах на должность дизайнера-консультанта на выработку единого стиля линии Виктория был назначен британский архитектор и дизайнер еврейского происхождения Миша Блэк (Sir Misha Black), а станции Юбилейной линии, построенные в 1990-х годах в рамках 2-й очереди, проектировались ведущими архитекторами, такими как Норман Фостер, Майкл Хопкинс, Уильям Олсоп и Иэн Ричи. Эти архитекторы были выбраны Роландом Паулетти, главным архитектором этого участка Юбилейной линии.
Многие станции имеют отличное от других внутреннее оформление интерьера, что помогает пассажирам распознать станцию. Часто станции украшены в стиле рядом расположенных достопримечательностей. Например, на керамической плитке станции Бейкер-стрит изображён профиль Шерлока Холмса. На станции Тоттенхэм-Корт-Роуд выложены полуабстрактные мозаики Эдуардо Паолоцци, что отражает местную музыкальную индустрию на Денмарк-стрит. Стенная роспись Дэйвида Джентльмена (David Gentleman) на платформе Северной линии станции Чаринг Кросс изображает строительство района Чаринг-Кросс.

### В массовой культуре

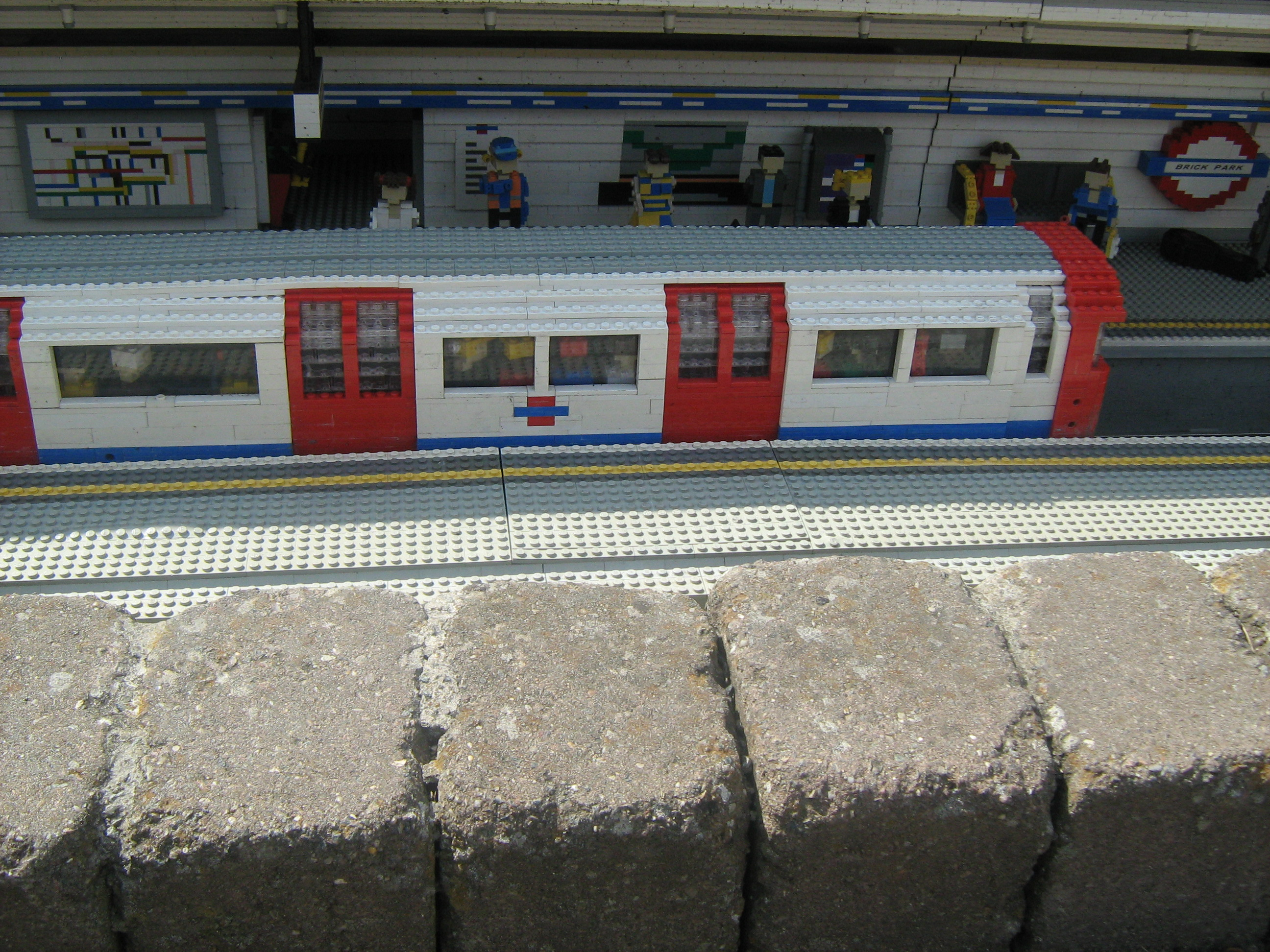
Модель пассажирского вагона в Legoland Windsor

Лондонский метрополитен показывается в многочисленных кинофильмах, например, «Осторожно, двери закрываются» (1998), «Американский оборотень в Лондоне» (1981), «Крип» (2004), «Истории подземки» (1999) и «Задверье» (1996) и телешоу. London Underground Film Office в 2000 году получил свыше 200 заявок на съёмки фильмов. Лондонскому метрополитену также отведено важнейшее место в творчестве музыкальных групп, таких как The Jam (альбом Down in the Tube Station at Midnight), а также в литературе, например в комиксе «V — значит вендетта» и романе «Задверье». Также по Лондону ходят народные легенды о якобы обитающих на некоторых станциях и в тоннелях метрополитена призраках.
На официальном сайте «голоса Лондонского метрополитена» актрисы Эммы Кларк выложены несколько пародий на голосовые объявления.
Сообщение «mind the gap» («помните о расстоянии между поездом и платформой») стало лозунгом Лондонской подземки.
В компьютерной игре «Call of Duty: Modern Warfare 3» есть уровень под названием «Mind the Gap», миссия проходит между корабельными верфями и Вестминстером, а игрок и подразделение спецназа SAS во второй половине миссии преследуют террористов, в Лондонском метрополитене. Линии «Дистрикт» и «Кольцевая» являются местом действия игры «World Of Subways Volume 3» — симулятора метрополитена.
В романе «Мутант-59» штамм бактерий разлагает изоляцию кабелей в Лондонском метро, выделяя горючий газ. Короткое замыкание в результате оголения проводов приводит к взрыву газа в тоннелях метро, после взрыва газа тоннели нескольких линий завалены. Уцелевшие пассажиры ищут путь наружу.
Схема Лондонского метрополитена служит игровым полем для игр «The London Game» и «Морнингтон Кресент» (названа именем станции на Северной линии), суть этой игры заключается в том, что игроки по очереди называют станции лондонского метрополитена, продвигаясь к станции «Морнингтон Кресент». Выигрывает тот, кто первым назовёт эту станцию.
Герой серии романов «Гарри Поттер» Альбус Дамблдор имел, по его собственным словам, над своим левым коленом шрам в виде точной схемы Лондонского метрополитена.
В феврале 2012 года на телеканале BBC Two был показан документальный фильм «The Tube», в котором изучалась жизнь тех, кто работает и совершает поездки в Лондонском метрополитене. Фильм был впервые анонсирован директором телеканала ВВС Two в октябре 2011 года.

### В компьютерных играх
В третьей части игры «World of Subways». немецкой компании разработчиков TML-Studios полностью воссоздана лондонская Кольцевая линия.

## Факты о метрополитене
- Самая длинная беспересадочная поездка в метрополитене — 54,9 км от ст. «Уэст Раислип» до ст. «Эппинг» на Центральной линии длится 1 час 28 мин[2].
- Самый большой перегон между станциями «Челфонт-энд-Лэтимер» и «Чешем» на линии Метропо́литен (6,26 км)[2].
- Самый маленький перегон между станциями «Лейстер-Сквер» и «Ковент-Гарден» на линии Пикадилли (260 м)[2].
- Самый короткий эскалатор, длиной 4 м, на станции «Стратфорд»[2].
- Самый длинный эскалатор, длиной 60 м, на станции «Энджел»[2].
- Самая глубокая шахта лифта — 55 м, на станции «Хампстед»[2].
- Самая глубокая станция — «Хампстед», залегает на глубине 59 м ниже уровня улицы[2].
- На наименьшей глубине из станций, построенных закрытым способом, залегает станция «Редбридж» (5,2 м).
- На самой большой высоте над уровнем моря располагается станция «Амершем» (150 м)[2].
- Самой высокой точкой над уровнем улицы в метрополитене (18 м) является путепровод «Долис Брук» (Dollis Brook Viaduct), который находится на Северной линии между станциями «Милл Хилл Ист» и «Финчли Сентрал»[2].
- Самая отдалённая от центра Лондона станция — «Амершем», которая находится на расстоянии 38,1 км от перекрёстка Чаринг-Кросс в центре города[2].
- Наибольшее количество станций (60) на линии Дистрикт[2].
- Наименьшее количество станций (2) на линии Ватерлоо-энд-Сити[2] и Дистрикт (дополнительная).
- Самая загруженная станция — «Ватерлоо»; пассажиропоток за год составляет 100,3 млн чел[145].